# البنجاب (الهند)
بُنْجَاب (بالهندستانية: پنجاب؛ بالبنجابية: پنجاب) ولاية في شَمَال الهند، تُشكِل جُزءًا من مِنطَقَة بنجاب الأكبر في شبه القارة الهندية،[مبهم] وتحُدُّها ولاية هِمَاجَل برديش من الشمال والشمال الشرقي وولاية هريانة من الجنوب وَالجَنُوب الشرقي وولاية راجستان من الجنوب الغربيّ. تَبلُغ مساحتها 50362 كيلومتر مربع (19.445 ميل مربع) وتُمِثل 1.53 بالمائة من مِسَاحَة الهند الجُغرافيَّة، وهي في المرتبة العِشرين من حيثُ المِسَاحَة، ويَبلغَ عدد سُكَّانها أَكثَر من 27 مليُون نسمة، وهي الولاية السادسة عِشرَة في الهند من حيثُ عدد السكان، ولغتها الرسميَّة هي البنجابية المكتوبة بخط الجورموخي وهي الأكثر انتشارًا في الولاية، تُعتبر بنجاب المجمُوعة العرقيّة الرَئِيسيّة في الولاية والسيخ والهندوس باعتبارهم الجَمَاعَات الدينيَّة المُهيمنة. عاصمتها جندكار وهي مِنطَقَة اتحادية وعاصمة ولاية هاريانا المُجاورة.
شهد تاريخ بنجاب هجرة واستيطان قبائل مختلفة في الثقافات والأفكار، تغلغلت وانصهرت فِيهَا حضارة بنجاب، وَفِي العصور القديمة قَبل التاريخ المسجل ازدهرت حضارة وادي السند قَبل تراجعها في حوالي عام 1900 قَبل الميلاد، وشهدت بنجاب ازدهارًا خِلال ذروة الفَترَة الفيدية، لكنّها تراجعت مَع صعود مملكة ماهاجانابادا. وقد شكلت بنجاب حدود الإمبراطوريّات الأولية خِلال العصور القديمة مِثل مقدونيا والإمبراطورية الماورية، وغزتها إمبِرَاطُورِيَّة كوشان وإمبراطورية جوبتا وإمبِرَاطُورِيَّة هارشا. واستمر الاستيطان في بنجاب من البدو الرحل من قبائل الهونا والترك والمغول، خضعت بنجاب لحكم المُسلمين في حوالي عام 1000، وكانت جُزء من سلطنة دلهي وسلطنة مغول الهند والدولة الدرانية. وأسس الغورو السيخ الديانة السيخية في القرنين السادس عشر والسابع عشر، وشكل السيخ «اِتِحَاد السيخ» بَعد سقوط «سلطنة مغول الهند» وصراعها مَع «الدّولَة الدرانية»، وَفِي عام 1801 وحد الملك العظيم رانجيت سينغ مَنَاطِق اِتِحَاد السيخ في إمبراطورية السيخ، الّتِي شملت مِنطَقَة كشمير، ولداخ، وبيشاور.
ضمت شّركَة الهند الشرقيَّة البريطانيَّة «مِنطَقَة بنجاب الكبرى» في 1849، بَعد خسارة إمبراطورية السيخ في حرب السيخ الثانية، وقُسمت بنجاب عِند تقسيم الهند البريطانيَّة على أَسّس دينية إلى "غرب البنجاب [الإنجليزية]" (مسلمون)، و"شرق البنجاب [الإنجليزية]" (هندوس).
أصبَحَت مِنطَقَة «غَرب البنجاب» ذي الغالبيَّة المسلمة تَابِعَة لباكستان، في حِين أصبَحَت «شَرق البنجاب» ذي الغالبيَّة الهندوسيَّة تَابِعَة للهند، وَفِي عام 1966 قُسمت «بنجاب الهنديَّة» و«باتيالا واتحاد دُوِل شَرق البنجاب» إلى ثلاثة مَنَاطِق على أساس لغوي بَعد نشاط «حَرَكَة بنجابي سوبا» الّتِي طالبت بإنشاء ولاية ناطقة بالبنجابية، حيثُ جمعت المناطق الناطقة باللغة الهاريانفية [الإنجليزية] والهنديَّة ولهجاتها المُختَلِفَة في مِنطَقَة هاريانا، في حِين شكلت المناطق الجبلية والمناطق الناطقة باللغة الباهارية الغربية [الإنجليزية] مِنطَقَة هيماجل برديش، وشُكلت «ولاية بنجاب» من المناطق الناطقة باللغة البنجابية، وَفِي الثمانينات شهدت بنجاب تمرد.
يعتمد اقتصاد بنجاب على الزراعة بشكل كَبِير، ويُعتبر اقتصادها في المرتبة الخامسة عشر من بَين الوَلاَيات الهنديَّة، وبلغ الناتج المحليّ الإجمالي 5.42 ترليون روبية هندية (90 مليار دولار أمريكي)، وتحتَلّ المرتبة 17 بَين الوَلاَيات الهنديَّة من حيثُ نصيب الفرد من الناتج المحليّ الإجمالي 176٬547 روبية هندية (2٬900 دولار أمريكي)، تُعتبر بنجاب مجتمع زراعي في الغالب منذ اِستِقلال الهند، وهي تاسع ولاية هنديَّة من حيثُ مؤشر التنمية البشرية، وتحتوي على صناعات عديدة مِنهَا صناعة الأدوات العلميَّة والسلع الزراعيَّة والسلع الكهربائيّة وصناعة الماكينات والمنسوجات وآلات الخياطة ويُوجد في بنجاب أكبر عدد لمصانع الفولاذ في الهند في مَدِينَة «ستيل تاون»، وتُعتبر مِنطَقَة مزدجمة سياحيًا وتشتهر بموسيقى بنجاب والمطبخ البنجابي والسينما البنجابية [الإنجليزية].

## أصل التسمية
كَانَت اَلمِنطَقَة تُسمى «سابتا سندو»، والّتِي ترمز للأنهار السبعة الّتِي تصب في البَحر، الاسم السنسكريتي للمنطقة "Panchanada"، كما ذكر في رامايانا ومهابهاراتا، والّذِي يعني «أرض الأنهار الخمسة»، وَبَعد الفُتوحات الإسلامية، تُرجم إلى الفارسيَّة بِاِسم «البنجاب»، وتُعد كلمة «البنجاب» كلمة فارسيَّة مركَّبة بين كلمتي «پنج» الّتِي تعني حرفياً خمسة، و«آب» الّتِي تعني حرفياً ماء، والأنهار الخمسة المُشار اليها هي نهر ستلج ونهر بيس ونهر رافي ونهر تشيناب ونهر جيلوم.
أطلق اليونانيون على بنجاب اسم «بنتابوتاميا» (باليونانية: Πενταποταμία)‏، والّتِي لَهَا نفس أصل الكلمة الفارسيَّة الأصليَّة.

## التاريخ

### التاريخ القديم

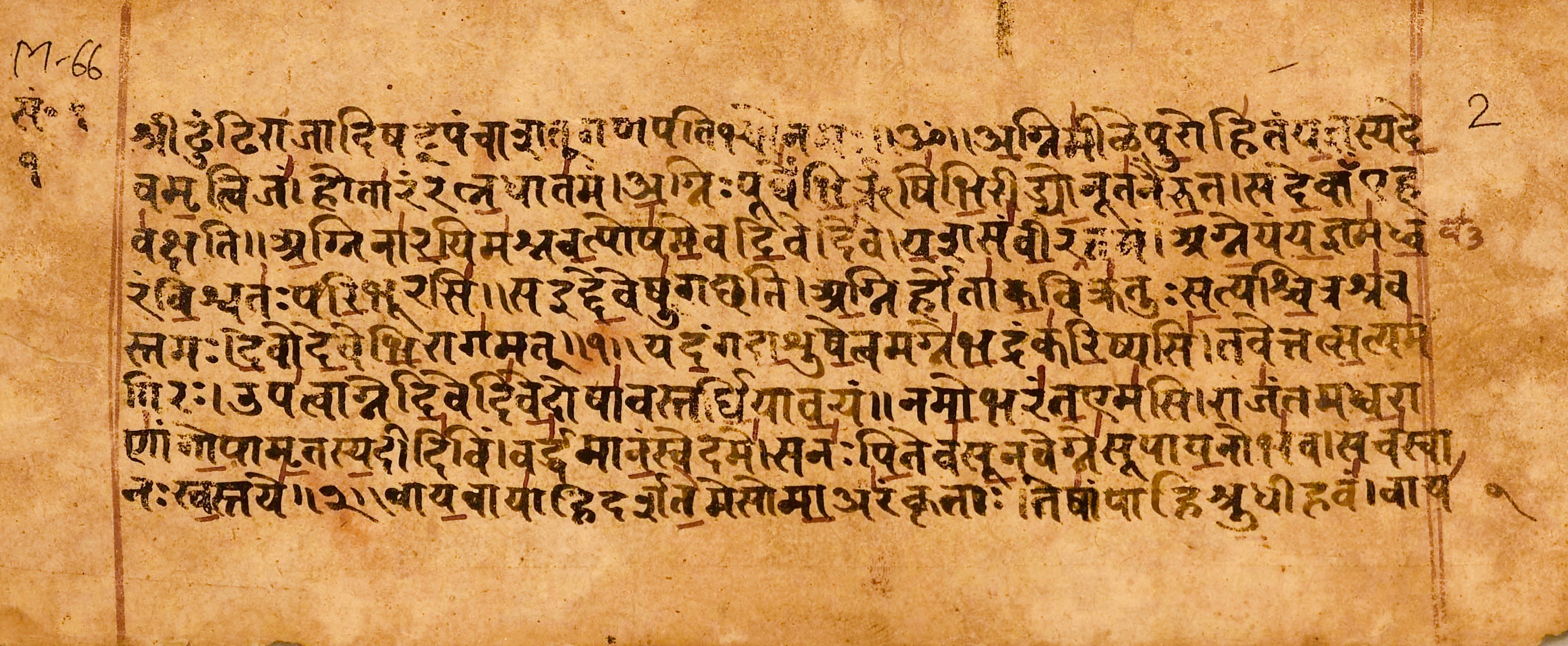
ريجفيدا أقدم نص هندوسي ألف في منطقة بنجاب.

منطقة بنجاب واحدة من أقدم الحضارات بالعالم فكانت من ضمن المناطق التي قامت بها حضارة وادي السند التي ازدهرت حوالي عام 3000 قبل الميلاد ثم تراجعت بسرعة بعدها بعد ألف عام إثر الهجرات الآرية للهند بين 1500 و500 قبل الميلاد. اتسمت تلك الفترة بالحروب القبلية المتكررة إلى نتج عنها ظهور تجمعات أكبر تحت حكم زعماء القبائل والملوك الذين أسسوا ممالك محلية تُعرف بماهاجانابادا. ووثقت ملحمة مهابهاراتا الهندوسية صعود هذه الممالك والسلالات في بنجاب ووصفت المعارك فيما بينهما في ولاية هاريانا وبنجاب الحالية. وقفت قبائل الغاندارا والكامبوجا والتريغارتا والأندرا والبورافا والبهليكاس (باختر منطقة البنجاب) والياودهيا وغيرهم إلى جانب الكوروفيون في حرب كوروكشترا. يذكر الدكتور فوجا سينغ والدكتور إل إم جوشي: "لا شك أن الكامبوجا والدارادا والكايكايا والأندرا والبورافا والياوديا والمالافاس والسيندافا والكورو قد ساهموا في تشكيل التقاليد البطولية والثقافة المركبة للبنجاب القديم". أُلف الجزء الأكبر من الريجفيدا في منطقة بنجاب بين حوالي 1500 و1200 قبل الميلاد بينما كُتبت النصوص الفيدية اللاحقة في الشرق بين نهري جمنة والغانج. وقد سادت الديانة الفيدية التاريخية في بنجاب خلال الفترة الفيدية (1500-500 قبل الميلاد) وتركزت بالأساس على عبادة إندرا.
أشهر ملك في تلك الفترة هو الملك بروس الذي خاض معركة هيداسبس البارزة ضد الإسكندر الأكبر، كانت مملكته تمتد بين نهري هيداسبس (جيلوم) وأسيسينز (تشيناب)، وقد ذكر سترابو أن المنطقة كان بها حوالي 300 مدينة. كان بوروس وأبيساريس يعادون مملكة تاكسيلا، عندما عبرت جيوش الإسكندر نهر السند أثناء تقدمها شرقاً استقبلهم حاكم تاكسيلا آنذاك أوفيس الذي كان يطمع في أن يستفيد من قوة الإسكندر في إخضاع بوروس وأبيساريس. قبل أبيساريس الخضوع ولكن رفض بوروس الخضوع لذا حاربه الإسكندر. وهكذا بدأت معركة هيداسبس في عام 326 قبل الميلاد التي يُعتقد أنها انتهت بانتصار يوناني حاسم، يذكر أ. ب. بوسورث أن المصادر اليونانية قد تكون مبالغ في كيف أن المعركة كانت نصر حاسم للأغريق.
أسس الإسكندر الأكبر لاحقًا مدينتين: نيقية في موقع النصر وبوسيفالوس في ساحة المعركة تكريمًا لحصانه الذي مات بعد المعركة بقليل. سُكت فيما بعد عملات تترادراخما تصور الإسكندر على ظهر حصان وهو يهاجم زوجًا من الهنود برمح الساريسا. رفض بوروس الاستسلام وقاتل بشراسة حتى أصيب وأسر وانهزمت قواته. على انتصار الإسكندر فاز وهزم بوروس إلا أن الإسكندر أُعجب بشجاعة بوروس وقرر أن يبقيه على عرشه ووسع أراضي مملكة بوروس بإضافة أراضي جلاوسيز الشمالية الشرقية لمملكته.
تولى بيرديكاس الوصاية على الإمبراطورية بعد وفاة الإسكندر الأكبر في عام 323 قبل الميلاد، وبعد مقتل بيرديكاس في عام 321 قبل الميلاد خلفه أنتيباتر. يذكر ديودوروس أن أنتيباتر أقر بسيطرة بوروس على الأراضي الممتدة على طول نهر السند. لكن اغتال يوديموس الذي كان يشغل منصب ساتراب الإسكندر في بنجاب بوروس بالخديعة. لهذا العزو أهمية تاريخية إذ أدى إلى دمج التأثيرات السياسية والثقافية اليونانية القديمة في شبه القارة الهندية وأفضى إلى ظهور الفن اليوناني البوذي الذي استمر تأثيره على مر العصور. اقتسمت الإمبراطورية الماورية والمملكة الإغريقية البخترية، غزا ميناندر الأول سوتر بنجاب المنطقة في عام 302 قبل الميلاد وأسس ساجالا (سيالكوت الحالية) لتصبح عاصمة المملكة الهندية الإغريقية. أصبح ميناندر راعيًا للبوذية الإغريقية ويُعتبر من أعظم الملوك الهندو يونانيين. انتهى النفوذ اليوناني في المنطقة حوالي عام 12 قبل الميلاد عندما دخلت بنجاب تحت حكم الساسانيين.

### العصور الوسطى
غزت الدولة الأموية شبه القارة الهندية في أوائل القرن الثامن وأدخلت الإسلام إلى بنجاب. نشأت السلالة الشاهية الهندوسية في بنجاب في القرن التاسع وسيطرت على معظم بنجاب وشرق أفغانستان. أزاح الغزنويون الشاهيين الهندوس عن حكم المنطقة في القرن العشر وحكموا المنطقة لمدة 157 عامًا، ثم تراجعت قوتهم تدريجيًا حتى أطاح محمد الغوري بالدولة بعد غزوه للاهور في عام 1186 وقبضه على خسرو مالك آخر حاكم غزنوي. سقطت الدولة الغورية بعد وفاة محمد الغوري في عام 1206 وتبعتها سلطنة دلهي في حكم شمال الهند، استمر هذا الحكم ثلاثمائة عام تحت حكم خمس سلالات مختلفة: المماليك والخلجيون والتغلقيون وبنو سيد واللودهيون. أسس الغورو ناناك الديانة السيخية في أواخر القرن الخامس عشر في بنجاب. تاريخ السيخية مرتبط ارتباطًا وثيقًا بتاريخ بنجاب والأوضاع الاجتماعية والسياسية في شمال غرب شبه القارة الهندية في القرن السابع عشر.

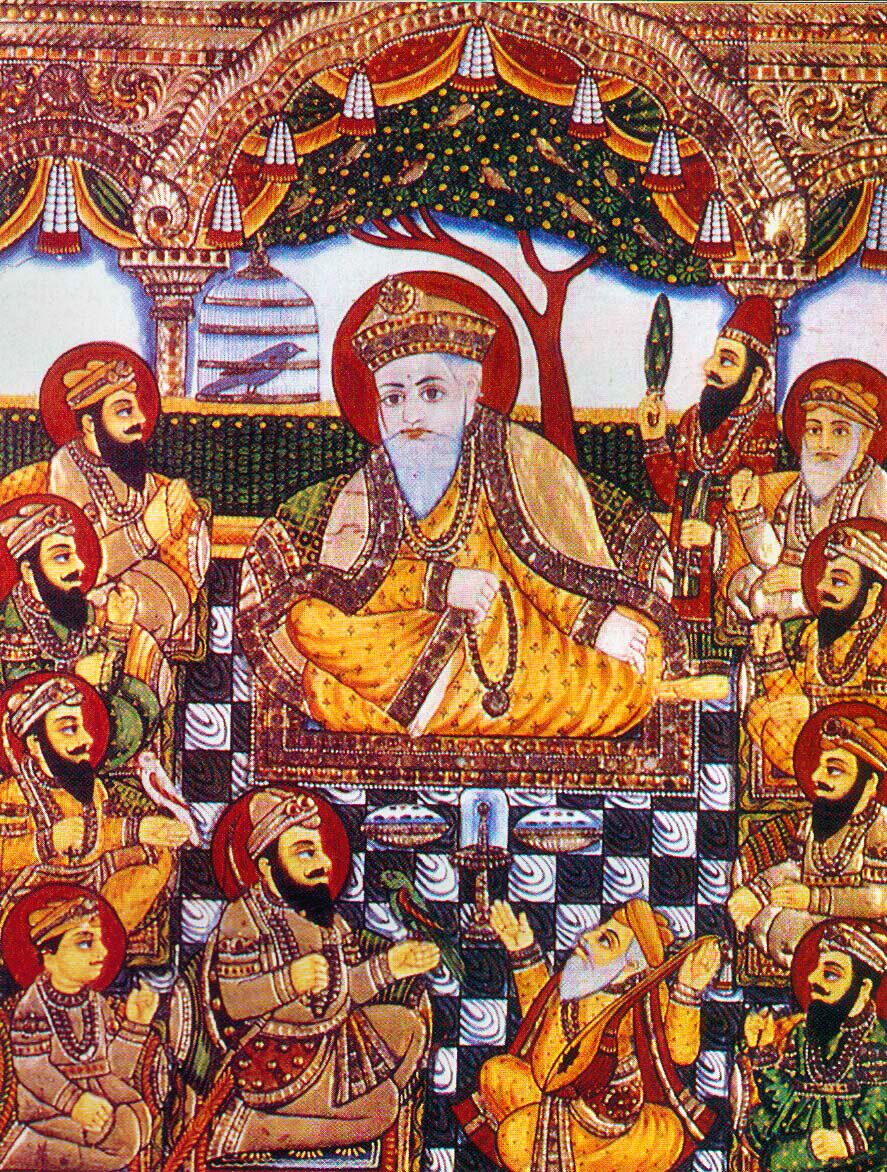
لوحة نادرة على طراز تانجور من أواخر القرن التاسع عشر تصور العشرة السيخ جورس وبهاي بالا وبهاي ماردانا

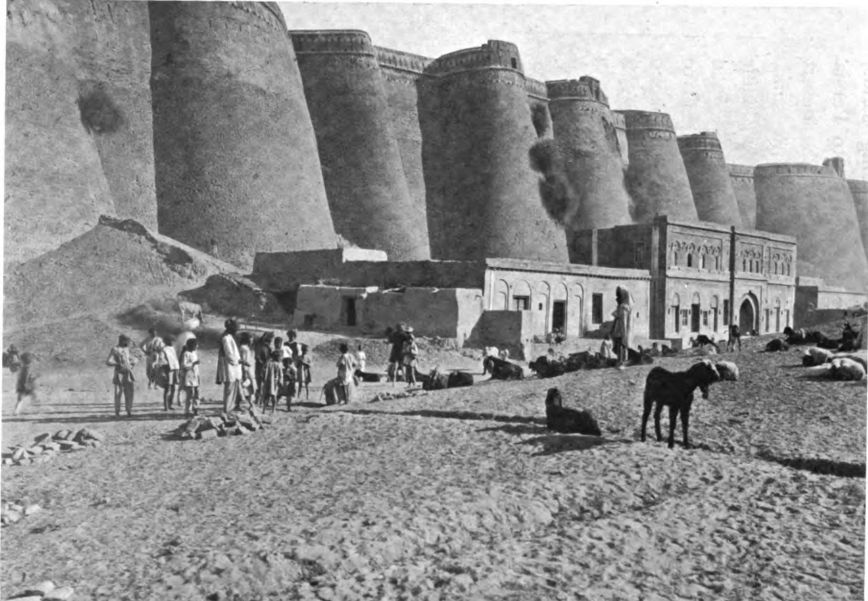
صورة من عام 1906 لقلعة باتيندا التي يبلغ عمرها 1500 عام.

جمعت التعاليم التي ألفها الغورو ناناك لاحقا في جورو جرانث صاحب الكتاب المقدس الديني الرئيس للسيخ. أيد جلال الدين أكبر الحرية الدينيَّة بشكل كبير وَكَان انطباعه عَن السيخية إيجابيًا خاصَّة بَعد زيارته الغورو عمار داس وَكَان لَه علاقة جَيِدَة مَع الغورو السيخ حتَّى وفاته عام 1605، أمَّا خليفته نور الدين جهانكير فرأى أن السيخ يُشكِلون تهديدًا سياسيًا، فاعتقل الغورو أرجان بسبب دعمه هو والسيخ لخسرو مرزا المتمرد على السلطنة، وأمر بتعذيبه وإعدامه، وَبَعد إعدامه أعلن المعلم السادس «جورو هارجوبيند» سيادة السيخ في إِنشاء معبد «أكال تخت» وَبِنَاء حصن للدفاع عَن أمريتسار. حاول جهانكير تَأكِيد سلطة المغول على السيخ بسجن «جورو هارجوبيند» في قاليور، وأفرج عَنه في وَقت لاحق، وَبَعد وفاة جهانكير في عام 1627، هاجم خلفه شهاب الدين شاهجهان السيخ في «أمريتسار» وأجبرهم للتراجع إلى «تلال سيفاليك». وحافظ الغورو هار راي خليفة «جورو هارجوبيند»، على سلطتهم في تلال سيفاليك، وصد المُحاولات المحَلِية لِلاستيلاء على أراضي السيخ، وساهم بدور محايد في صراع السلطة بَين أورنكزيب عالم كير، ودارا شكوه من السلالة التيموريَّة.
نَقل المعلم التّاسِع جورو تيج باهادور مجتمع السيخ إلى «أناندبور» وسافر لزيارة مجتمعات السيخ وتحدى حكم المغول وساعد الهندوس الكشميريين في التمرد على الحكم المغولي، اعتقله أورنكزيب وعرض عليه إمَّا الإسلام أو الإعدام واختار أن يموت وأعدم. يزعم السيخ أن إعدام جهانكير للغورو أرجان وإعدام أورنكزيب للغورو تيغ باهادور إنما كان لأسباب دينية لأنهم كانوا يكرهون السيخ.
تولَّى غورو جوبيند سينغ القيادة في عام 1675 ولتجنب المعارك مَع «تلال سيفاليك»، انتقل إلى باونتا، وبنى حصن كَبِير لحماية المدينة، وجهز جيشًا لِحمايتها، وأثارت قوة مجتمع السيخ قلق «تلال سيفاليك»، وفشل في اقتحام المدينة في «معركة بهانجاني»، فانتقل إلى أناندبور وأنشأ جيش «خالسا» وَهُو جيش من السيخ المعمدين.
في عام 1701 هاجم جيش مُشتَرَك من «تلال سيفاليك راجاس» وجيش المغول بِقيادة «وزير خان» أناندبور، وَكَان «باندا سينغ باهادور» زاهدًا تحول إلى السيخية بَعد لقاء «غورو جوبيند سينغ» في نانديد، وقبل وفاته أمره «غورو جوبيند سينغ» بقلع حكم المغول في بنجاب وأعطاه خطابًا يأمر جَمِيع السيخ بِالانضمام إليه، وَبَعد عامين من تحشيد المؤيّدين لَه، بدأَ «باندا سينغ باهادور» انتفاضة زراعية، ووزع أراضي عائلات زامندار الزراعيَّة على فقراء السيخ، والفلَّاحين الهندوس.
بدأَ «باندا سينغ باهادور» تمرده بهزيمة جيوش المغول في «سامانا» و«سادهاورا»، و«سرهيند»، ودمر مُدن المغول الّتِي الّتِي قمعوا فِيهَا السيخ، وَبَعد انتصار السيخ في «سرهيند» أُعدِم «وزير خان» انتقامًا لمقتل أبناء «غورو جوبيند سينغ»، وحكم اَلمِنطَقَة الواقعة بَين نهر سوتليج، ونهر جمنة وأنشأ عاصمته في «لوجاره» في جبال الهيمالايا، وصك عملات معدنية بِاِسم جورو ناناك و«غورو جوبيند سينغ».

### العصر الحديث

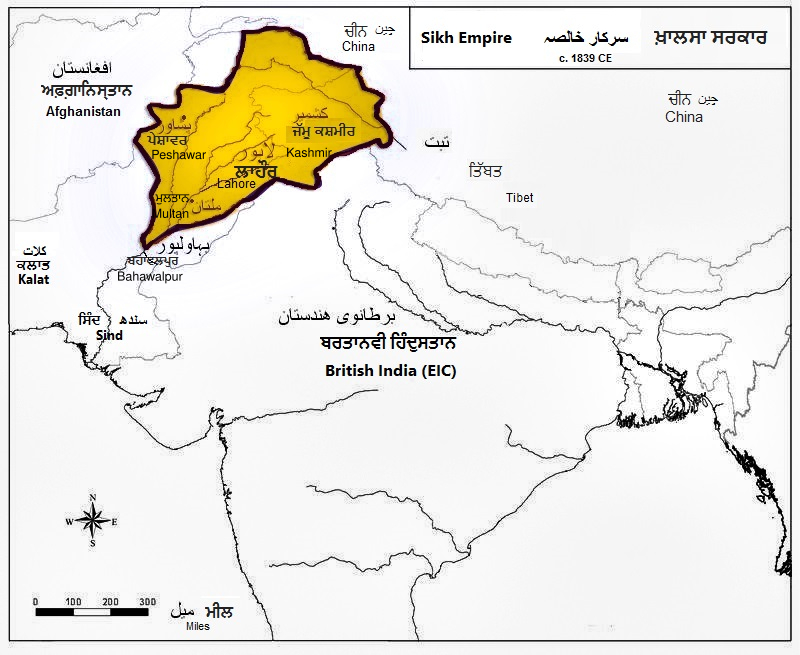
إمبراطورية السيخ

حكم الأفغان المنطقة بعد ضعف الحكم المغولي. تنازع الماراثا والأفغان على حكم المنطقة تبع ذلك زيادة نفوذ السيخ وتأسيسهم لإمبراطورية السيخ في عام 1799. استمرت هذه الدولة السيخية من عام 1799 عندما استولى رانجيت سينغ على لاهور حتى عام 1849 عندما هُزمت الدولة وغُزيت في الحرب الإنجليزية السيخية الثانية. تأسست على أسس خالصا من مجموعة ميسل السيخ المستقلين. امتدت الإمبراطوريَّة من ممر خيبر في الغرب، إلى كشمير في الشمال، ومن السند في الجنوب، إلى التبت في الشّرق، وكانت مقسمة إلى أربع مقاطعات: لاهور وملتان وبيشاور وكشمير. كانت الدولة متنوعة دينيًا وَكَان غالبية سُكَّانها مسلمون (80%)، وأما بقية السكان فكانوا سيخ (10%)، وهندوس (10%)، ويُقدر عدد سكانها بـ 3.5 مليون نسمة في عام 1831 لتحتل رقم 19 من حيث عدد السكان في ذلك الوقت وكانت آخر منطقة رئيسية في شبه القارة الهندية تضمها الإمبراطورية البريطانية لحكمها. امتدت إمبراطورية السيخ على مساحة إجمالية تزيد عن 200,000 ميل مربع (520,000 كم²) في أوجها.
كَانَت ولايات سيس-سوتليج [الإنجليزية] المكونة من كيتهال، وباتيالا، وجيهند، وثانيسار، و«مالر كوتلا»، و«فريدكوت» تحت سيادة «مهراج فيسسا سارانج خوخار» من «سلالة خوخار» من إمبراطورية ماراثا، وَبَعد خسارة المارثا الحرب الإنجليزية الماراثية الثانية في 1803-1805، أَعلَنَت بَعض الوَلاَيات ولاءها للجنرال البريطانيّ جيرارد لِيك، وَبَعد الحرب عُقدت اتفاقية في عام 1809 مَع رانجيت سينغ حاكم إمبِرَاطُورِيَّة السيخ غَرب سوتليج، نصت على وَضع هَذِه الوَلاَيات تحت الحماية البريطانيَّة الرسميَّة.
ضعفت الإمبراطوريَّة السيخية بَعد وفاة رانجيت سينغ في عام 1839، واستغلت الإمبراطورية البريطانية الانقسامات الداخليَّة وسوء الإِدَارَة السياسيَّة. استغلت شركة الهند الشرقية هذه الفرصة لشن الحروب الإنجليزية السيخية الأولى والثانية، وأخيرًا ضم الدولة وحلها في عام 1849 إلى ولايات أميرية منفصلة ومقاطعة بنجاب. أنشئ منصب نائب حاكم في لاهور ليكون ممثل مباشر للتاج البريطاني.:221

#### الاستعمار

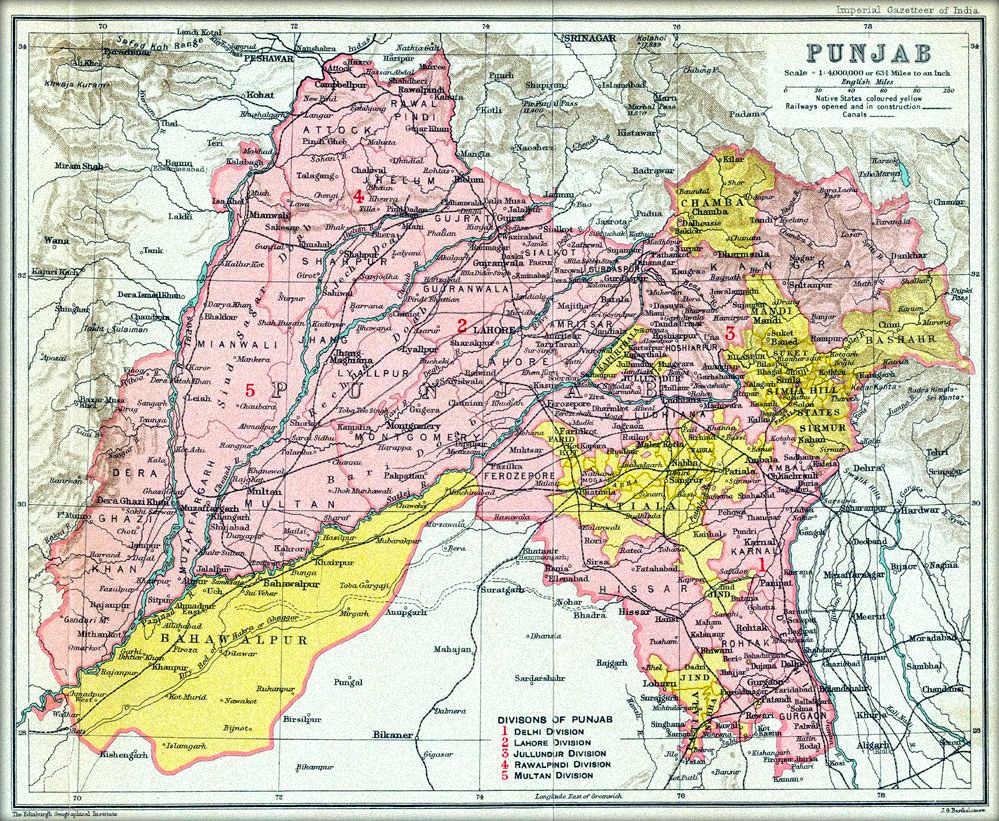
مقاطعة بنجاب البريطانية، قبل عام 1947

ضُمت بنجاب إلى شركة الهند الشرقية في عام 1849 وعلى كونها كانت تتبع رئاسة البنغال نظريًا إلا أنها كانت مستقلة إداريًا. لم تتأثر بنجاب نسبيا في ثورة الهند سنة 1857 باستثناء الثورة التي قادها أحمد خان خارال وتمرد موري. أصبحت بنجاب تحت الحكم المباشر لبريطانيا لشروط إعلان الملكة الذي أصدرته الملكة فيكتوريا في عام 1858. ضمنت بريطانيا ولاء سكان الأرياف عن طريق دعم الحلفاء المحليين المؤثرين وتركيز السياسات الإدارية والاقتصادية والدستورية على السكان الريفيين. أنشأ البريطانيون وسائل جديدة للاتصال والنقل لتسهيل السيطرة والإدارة ومنها هذه الوسائل البريد والسكك الحديدية والطرق والتلغراف. كان الحكم الاستعماري يتسم بالاستغلال على التطورات المحدثة في المنطقة، فسيطرت بنوك التصدير البريطانية على غالبية التجارة الخارجية لأغراض الصادرات، وأخذت الحكومة الإمبراطورية السيطرة على المالية في بنجاب واستأثرت بالدخل الأكبر لنفسها.
تظاهر سكان امريتسار في عام 1919 ولفض التظاهر أصدر ريجنالد داير أوامره لقواته بفتح النار على المتظاهرين، وهو الحدث المعروف بمذبحة جاليانوالا التي أذكت حركة الاستقلال الهندية. أعلن القوميون الهنود استقلالهم في لاهور في عام 1930 لكن قمعتهم القوات البريطانية بسرعة. ما بروز حركة الاستقلال الهندية ودعم بين الفلاحين والطبقات الوسطى الحضرية لها كان الهندوس داعمين للمؤتمر الوطني ودعم السيخ حركة أكالي ودعم المسلمون حركة الرابطة الإسلامية. دعم العديد من السيخ والأقليات الأخرى الهندوس الذين وعدوا بمجتمع علماني متعدد الثقافات والأديان. أقرت رابطة مسلمي عموم الهند قرار لاهور في مارس 1940، الّذِي طالب بإقامة دَولَة منفصلة في المناطق ذَات الأغلبيَّة المسلمة في الهند البريطانيَّة، وأثار القَرَار احتجاجات سيخية في بنجاب.
انعقدت اجتماعات خاصة للأقسام الغربية والشرقية من الجمعية التشريعية في 23 يونيو 1947 لتحديد مصير تقسيم مقاطعة بنجاب بعد قرار تقسيم شبه القارة الهندية. بعد الاتفاق على التقسيم تقسمت الجمعية التشريعية للبنجاب إلى جمعيتين تشريعيتين لغرب وشرق بنجاب. عقدت الجمعية التشريعية لشرق بنجاب جلستها الأخيرة قبل الاستقلال في 4 يوليو 1947. منح البريطانيون الاستقلال للهند وباكستان في هذه الفترة، اندلعت توترات طائفية هائلة وعنيفة بين أديان المنطقة هاجر المسلمون البنجابيون الشرقيون إلى بنجاب الغربية (باكستان) وتوجه الهندوس والسيخ البنجابيون الغربيون إلى بنجاب الشرقية (الهند). طالب السيخ لاحقًا بإنشاء دولة بنجابية تتحدث البنجابية مع حكومة سيخية مستقلة.

#### الاستِقلال

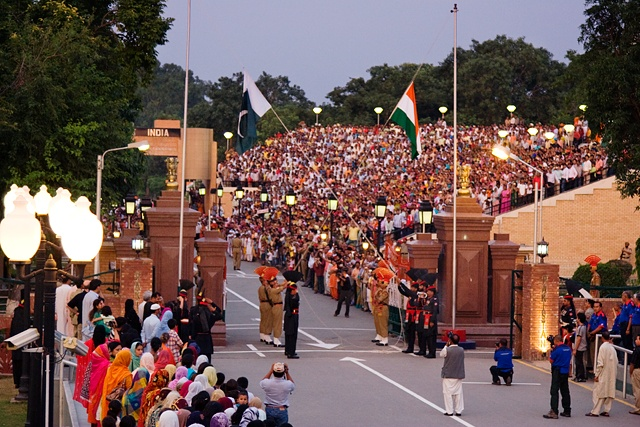
تقع "حدود واجاه" بين أمريتسار ولاهور، وأصبحت المعبر الحدودي الرئيسي بعد تقسيم بنجاب المعروف بحفله المتقن.

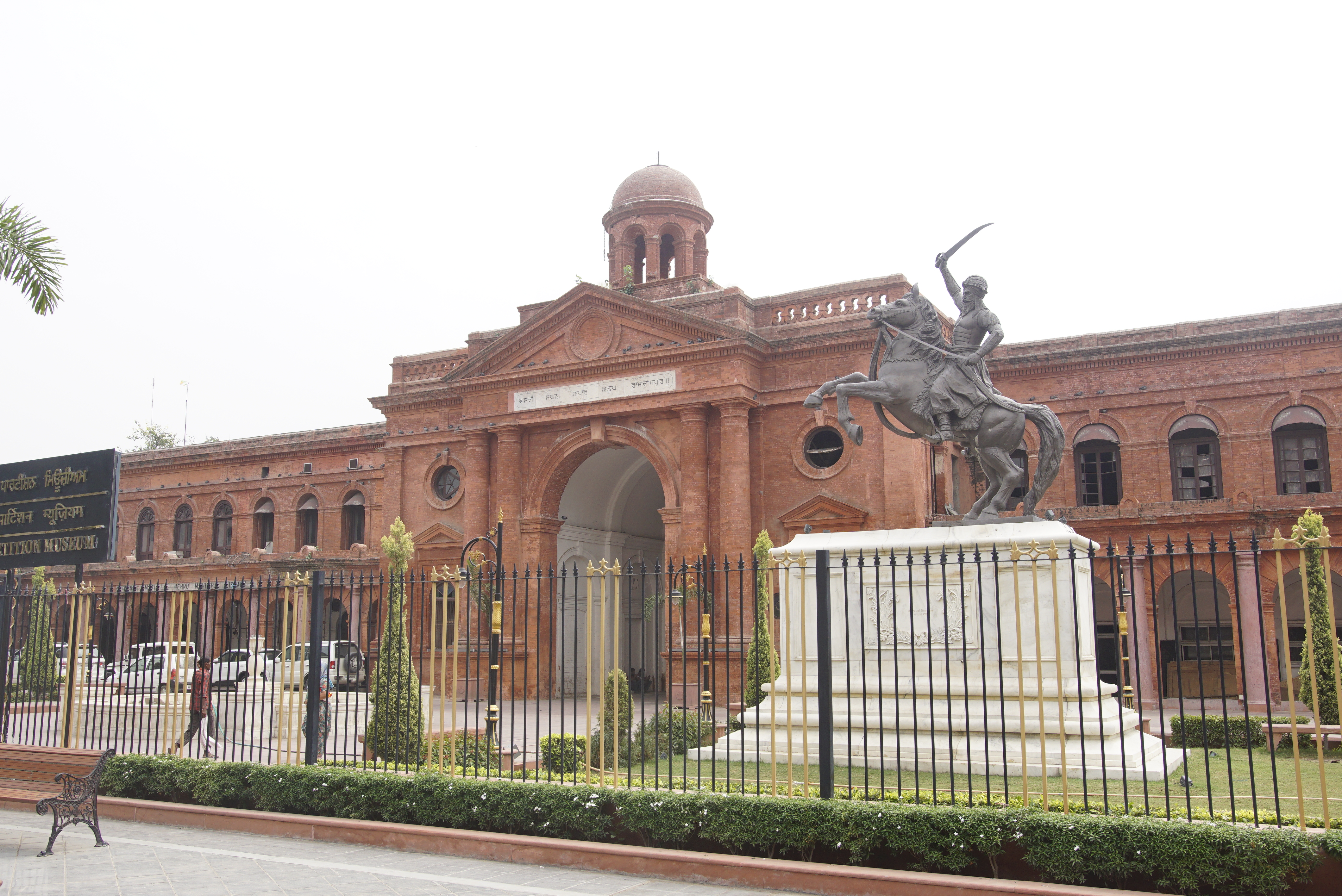
يُعد "مجلس مدينة أمريتسار" متحف التقسيم الوحيد في العالم

كانت المناطق المختلفة والولايات الأميرية التي شكلت مقاطعة بنجاب انتقائية دينيا ، وتحتوي كل منها على عدد كبير من السكان من المسلمين البنجابيين والهندوس البنجابيين والسيخ البنجابيين والمسيحيين البنجابيين والعديد الأقليات العرقية والدينية الأخرى. كانت النتيجة الرئيسية للاستقلال وتقسيم مقاطعة بنجاب في عام 1947 هي تغير كبير في التركيبة الدينية للمنطقة ككل. يظهر الاختلاف هذا عند مقارنة بيانات التعداد لعامي 1941 و1951. يذكر ديموغرافي التاريخي تيم دايسون أن بنجاب الشرقية التي أصبحت هندية بعد الاستقلال ارتفعت نسبة الهندوس فيها من 66% في عام 1941 إلى 80% في عام 1951. ارتفعت نسبة السيخ من 20% إلى 50% في نفس الفترة. بينما في المناطق الغربية من بنجاب التي أصبحت جزءًا من بنجاب الباكستانية أصبحت جميع المناطق تقريبًا مسلمة بحلول عام 1951.
انضمت العديد من الولايات البنجابية الصغيرة بعد الاستقلال إلى اتحاد الهند وتوحدت في اتحاد ولايات باتيالا وشرق بنجاب. دمج هذا الاتحاد مع ولاية شرق بنجاب في عام 1956 لإنشاء ولاية هندية جديدة تسمى "البنجاب". قسمت الحكومة الهندية بنجاب إلى ولاية بنجاب ذات الأغلبية السيخية والولايات ذات الأغلبية الهندية هاريانا وهيماجل برديش في عام 1966 بعد مطالب الهندوس والسيخ. يحتفل بيوم بنجاب في جميع أنحاء الولاية في 1 نوفمبر من كل عام بمناسبة تشكيل دولة ناطقة باللغة البنجابية بموجب قانون إعادة تنظيم بنجاب (1966).
ومن عام 1981 إلى عام 1995 عانت الولاية من تمرد استمر 14 عامًا، وبلغ ذروته في عَملِيّة النجم الأزرق، الّتِي أطلقها رَئِيس الوُزراء أنديرا غاندي لبسط السيطرة على مجمع هارمندير صاحب في أمريتسار في بنجاب، وإخلاء المجمع من المُتَمَرِدين.

## الجغرافيا
تَقع ولاية بنجاب في شَمَال غَرب الهند وتبلغ مساحتها 50,362 كيلومتر مربع (19,445 ميل مربع)، وتحُدُّها مقاطعة بنجاب الباكستانيَّة من الغرب، وجامو وكشمير من الشمال، وهيماجل براديش من الشمال الشرقي، وهاريانا وراجستان من الجنوب. وتُعتبر مُعظم أراضيها سهل خصب تتخلله العديد من الأنهار ونظم الري، وتُشكل التلال المتموجة حزام ممتد على طُول حدودها الشماليَّة الشرقيَّة عِند سفح جبال الهيمالايا، يبلغ متوسط ارتفاعُها 300 متر (980 قدم) فوق مُستَوى سطح البَحر، ويتراح بَين 180 متر (590 قدم) في الجنوب الغربيّ إلى 500 متر (1,600 قدم) في الحدود الشماليَّة الشرقيَّة.
تتأثر خصائص التربة بالتضاريس وَالنّبَاتَات والصخور، ويتَّضح التباين في خصائص التربة بسبب الاختلافات المناخيّة الإقليميَّة، وتُقسم بنجاب إلى ثلاث مَنَاطِق متميزة «الجنوبيَّة الغَربيَّة»، و«الوسطى»، و«الشرقيَّة»، وتُصنف بأنَّها مَنَاطِق زلزالية من الدرجة الثانيَّة والثالثة والرابعة.

### المناخ
تختلف دَرَجَة الحرارة في بنجاب من شهر لآخر، ويعود سبب اختلافها لموقع بنجاب الجُغرافي، ولكونها مِنطَقَة شبه استوائية، وتنخفض دَرَجَة الحرارة إلى أقل من 0 درجة مئوية (32 درجة فهرنهايت) في بَعض المناطق المحدودة، ويتشكَّل الصقيع الأرضي في غالبية مَنَاطِق الولاية خِلال فصل الشتاء، وترتفع دَرَجَة الحرارة بشكل تدريجي بارتفاع نسبة الرطوبة، وتَشهد دَرَجَة الحرارة ارتفاعًا حادًا عَندَمَا تنخفض الرطوبة وتكوّن السماء صافية، ويَبلغَ متوسط دَرَجَة الحرارة السنويَّة في الولاية بأكملها حوالي 21 درجة مئوية (70 درجة فهرنهايت)، ويتراوح متوسط نطاق دَرَجَة الحرارة الشهرية بَين 9 درجة مئوية (48 درجة فهرنهايت) في يوليو إلى حوالي 18 درجة مئوية (64 درجة فهرنهايت) في نوفمبر.
تشهد الولاية أقصى دَرَجَة حرارة في مُنتَصَف مايو ويونيو، وتظل أعلى من 40 درجة مئوية (104 درجة فهرنهايت) في كامل الولاية خِلال هَذِه الفَترَة، وقد سجلت «لوديانا» أعلى دَرَجَة حرارة قصوى عَندَمَا بَلَغَت 46.1 درجة مئوية (115.0 درجة فهرنهايت)، وتظل دَرَجَة الحرارة خِلال الصيف في لوديانا أعلى من 41 درجة مئوية (106 درجة فهرنهايت) لمدَّة شهر ونصف، وَفِي يناير تشهد أدنى دَرَجَة حرارة، حيثُ تتأثر بالرياح الباردة وأشعة الشمس المائلة.
تشهد بنجاب أدنى دَرَجَة حرارة من شهر ديسمبر إلى فبراير، وقد سجلت «أمريتسار» أدنى دَرَجَة حرارة (0.2 درجة مئوية (32.4 درجة فهرنهايت))، واحتلت «لوديانا» المرتبة الثانيَّة (0.5 درجة مئوية (32.9 درجة فهرنهايت))، وَخِلَال الشتاء تظل دَرَجَة الحرارة الدنيا للمنطقة أقل من 5 درجة مئوية (41 درجة فهرنهايت) لمدَّة شهرين تقريبًا.
| البيانات المناخية لـمطار أمريتسار | البيانات المناخية لـمطار أمريتسار | البيانات المناخية لـمطار أمريتسار | البيانات المناخية لـمطار أمريتسار | البيانات المناخية لـمطار أمريتسار | البيانات المناخية لـمطار أمريتسار | البيانات المناخية لـمطار أمريتسار | البيانات المناخية لـمطار أمريتسار | البيانات المناخية لـمطار أمريتسار | البيانات المناخية لـمطار أمريتسار | البيانات المناخية لـمطار أمريتسار | البيانات المناخية لـمطار أمريتسار | البيانات المناخية لـمطار أمريتسار | البيانات المناخية لـمطار أمريتسار |
| الشهر                             | يناير                             | فبراير                            | مارس                              | أبريل                             | مايو                              | يونيو                             | يوليو                             | أغسطس                             | سبتمبر                            | أكتوبر                            | نوفمبر                            | ديسمبر                            | المعدل السنوي                     |
| --------------------------------- | --------------------------------- | --------------------------------- | --------------------------------- | --------------------------------- | --------------------------------- | --------------------------------- | --------------------------------- | --------------------------------- | --------------------------------- | --------------------------------- | --------------------------------- | --------------------------------- | --------------------------------- |
| الدرجة القصوى °م (°ف)             | 26.8 (80.2)                       | 32.2 (90.0)                       | 36.2 (97.2)                       | 44.1 (111.4)                      | 47.7 (117.9)                      | 47.8 (118.0)                      | 45.6 (114.1)                      | 40.7 (105.3)                      | 40.6 (105.1)                      | 38.3 (100.9)                      | 34.2 (93.6)                       | 28.5 (83.3)                       | 47.8 (118.0)                      |
| الحد الأقصى المتوسط °م (°ف)       | 23 (73)                           | 26.1 (79.0)                       | 32 (90)                           | 40.5 (104.9)                      | 44 (111)                          | 44.1 (111.4)                      | 39.8 (103.6)                      | 37.1 (98.8)                       | 36.8 (98.2)                       | 35.5 (95.9)                       | 30.5 (86.9)                       | 24.9 (76.8)                       | 45.2 (113.4)                      |
| متوسط درجة الحرارة الكبرى °م (°ف) | 18.4 (65.1)                       | 21.7 (71.1)                       | 26.8 (80.2)                       | 34.2 (93.6)                       | 39 (102)                          | 39 (102)                          | 35 (95)                           | 34.2 (93.6)                       | 34.1 (93.4)                       | 32 (90)                           | 27.1 (80.8)                       | 21.1 (70.0)                       | 30.2 (86.4)                       |
| متوسط درجة الحرارة الصغرى °م (°ف) | 3.4 (38.1)                        | 6.3 (43.3)                        | 10.9 (51.6)                       | 16.1 (61.0)                       | 21.3 (70.3)                       | 24.3 (75.7)                       | 25.3 (77.5)                       | 24.9 (76.8)                       | 22.1 (71.8)                       | 15.4 (59.7)                       | 8.7 (47.7)                        | 4.1 (39.4)                        | 15.2 (59.4)                       |
| الحد الأدنى المتوسط °م (°ف)       | −0.5 (31.1)                       | 1.7 (35.1)                        | 5.6 (42.1)                        | 10.2 (50.4)                       | 15.8 (60.4)                       | 19.6 (67.3)                       | 21.7 (71.1)                       | 21.4 (70.5)                       | 17.8 (64.0)                       | 10.7 (51.3)                       | 4.2 (39.6)                        | 0.1 (32.2)                        | −1.2 (29.8)                       |
| أدنى درجة حرارة °م (°ف)           | −2.9 (26.8)                       | −2.6 (27.3)                       | 2 (36)                            | 6.4 (43.5)                        | 9.6 (49.3)                        | 15.6 (60.1)                       | 18.2 (64.8)                       | 18.8 (65.8)                       | 13 (55)                           | 7.3 (45.1)                        | −0.6 (30.9)                       | −3.6 (25.5)                       | −3.6 (25.5)                       |
| معدل هطول الأمطار مم (إنش)        | 26.2 (1.03)                       | 38.6 (1.52)                       | 38.4 (1.51)                       | 21.4 (0.84)                       | 26.7 (1.05)                       | 61.2 (2.41)                       | 210.1 (8.27)                      | 167.3 (6.59)                      | 77.5 (3.05)                       | 16.1 (0.63)                       | 6.3 (0.25)                        | 13.6 (0.54)                       | 703.4 (27.69)                     |
| متوسط الأيام الممطرة (≥ 1.0 mm)   | 2.1                               | 3.3                               | 3.2                               | 2                                 | 2.4                               | 3.8                               | 8.6                               | 6.9                               | 3.5                               | 1.1                               | 0.6                               | 1.4                               | 38.9                              |
| متوسط الرطوبة النسبية (%)         | 74                                | 70                                | 64                                | 47                                | 38                                | 48                                | 72                                | 77                                | 69                                | 67                                | 73                                | 76                                | 65                                |
| ساعات سطوع الشمس الشهرية          | 181.7                             | 192.7                             | 219.4                             | 265.0                             | 294.7                             | 269.0                             | 215.5                             | 227.7                             | 240.8                             | 253.2                             | 220.1                             | 182.2                             | 2٬762                             |
| المصدر:                           |                                   |                                   |                                   |                                   |                                   |                                   |                                   |                                   |                                   |                                   |                                   |                                   |                                   |

| البيانات المناخية لـلوديانا                      | البيانات المناخية لـلوديانا | البيانات المناخية لـلوديانا | البيانات المناخية لـلوديانا | البيانات المناخية لـلوديانا | البيانات المناخية لـلوديانا | البيانات المناخية لـلوديانا | البيانات المناخية لـلوديانا | البيانات المناخية لـلوديانا | البيانات المناخية لـلوديانا | البيانات المناخية لـلوديانا | البيانات المناخية لـلوديانا | البيانات المناخية لـلوديانا | البيانات المناخية لـلوديانا |
| الشهر                                            | يناير                       | فبراير                      | مارس                        | أبريل                       | مايو                        | يونيو                       | يوليو                       | أغسطس                       | سبتمبر                      | أكتوبر                      | نوفمبر                      | ديسمبر                      | المعدل السنوي               |
| ------------------------------------------------ | --------------------------- | --------------------------- | --------------------------- | --------------------------- | --------------------------- | --------------------------- | --------------------------- | --------------------------- | --------------------------- | --------------------------- | --------------------------- | --------------------------- | --------------------------- |
| الدرجة القصوى °م (°ف)                            | 29 (84)                     | 30.4 (86.7)                 | 36.3 (97.3)                 | 43.4 (110.1)                | 46.6 (115.9)                | 46.6 (115.9)                | 43.2 (109.8)                | 39.8 (103.6)                | 37.9 (100.2)                | 36 (97)                     | 35.1 (95.2)                 | 27.9 (82.2)                 | 46.6 (115.9)                |
| الحد الأقصى المتوسط °م (°ف)                      | 23.8 (74.8)                 | 26.9 (80.4)                 | 32.6 (90.7)                 | 40.7 (105.3)                | 43.8 (110.8)                | 43.5 (110.3)                | 37.9 (100.2)                | 35.8 (96.4)                 | 35.6 (96.1)                 | 34.7 (94.5)                 | 30.7 (87.3)                 | 25.1 (77.2)                 | 44.8 (112.6)                |
| متوسط درجة الحرارة الكبرى °م (°ف)                | 18.6 (65.5)                 | 22.2 (72.0)                 | 27.3 (81.1)                 | 35 (95)                     | 38.9 (102.0)                | 37.9 (100.2)                | 34 (93)                     | 33.1 (91.6)                 | 33 (91)                     | 31.9 (89.4)                 | 27.3 (81.1)                 | 21.6 (70.9)                 | 30.1 (86.2)                 |
| متوسط درجة الحرارة الصغرى °م (°ف)                | 5.6 (42.1)                  | 8.2 (46.8)                  | 12.3 (54.1)                 | 17.7 (63.9)                 | 22.9 (73.2)                 | 25.3 (77.5)                 | 25.8 (78.4)                 | 25.1 (77.2)                 | 22.8 (73.0)                 | 16.5 (61.7)                 | 10.7 (51.3)                 | 6.5 (43.7)                  | 16.6 (61.9)                 |
| الحد الأدنى المتوسط °م (°ف)                      | 1.2 (34.2)                  | 3.4 (38.1)                  | 7.3 (45.1)                  | 12 (54)                     | 17.6 (63.7)                 | 20.5 (68.9)                 | 22 (72)                     | 21.7 (71.1)                 | 18.8 (65.8)                 | 12.6 (54.7)                 | 6 (43)                      | 2.5 (36.5)                  | 0.8 (33.4)                  |
| أدنى درجة حرارة °م (°ف)                          | −1.7 (28.9)                 | −0.1 (31.8)                 | 4.6 (40.3)                  | 9.5 (49.1)                  | 13.6 (56.5)                 | 16.1 (61.0)                 | 20.4 (68.7)                 | 18 (64)                     | 15.5 (59.9)                 | 10.6 (51.1)                 | 3.1 (37.6)                  | 0.1 (32.2)                  | −1.7 (28.9)                 |
| معدل هطول الأمطار مم (إنش)                       | 28.3 (1.11)                 | 37 (1.5)                    | 29.9 (1.18)                 | 17.3 (0.68)                 | 22.3 (0.88)                 | 69.2 (2.72)                 | 215 (8.5)                   | 205.2 (8.08)                | 146 (5.7)                   | 19.8 (0.78)                 | 4.3 (0.17)                  | 15.1 (0.59)                 | 809.3 (31.86)               |
| متوسط الأيام الممطرة (≥ 1.0 mm)                  | 2.2                         | 2.7                         | 2.4                         | 1.7                         | 2                           | 4.3                         | 8.4                         | 8.6                         | 5                           | 1                           | 0.6                         | 1                           | 39.9                        |
| متوسط الرطوبة النسبية (%)                        | 74                          | 66                          | 62                          | 44                          | 39                          | 49                          | 71                          | 76                          | 68                          | 61                          | 68                          | 74                          | 63                          |
| المصدر: Ludhiana Climatological Table, 1981-2010 |                             |                             |                             |                             |                             |                             |                             |                             |                             |                             |                             |                             |                             |

#### مواسم

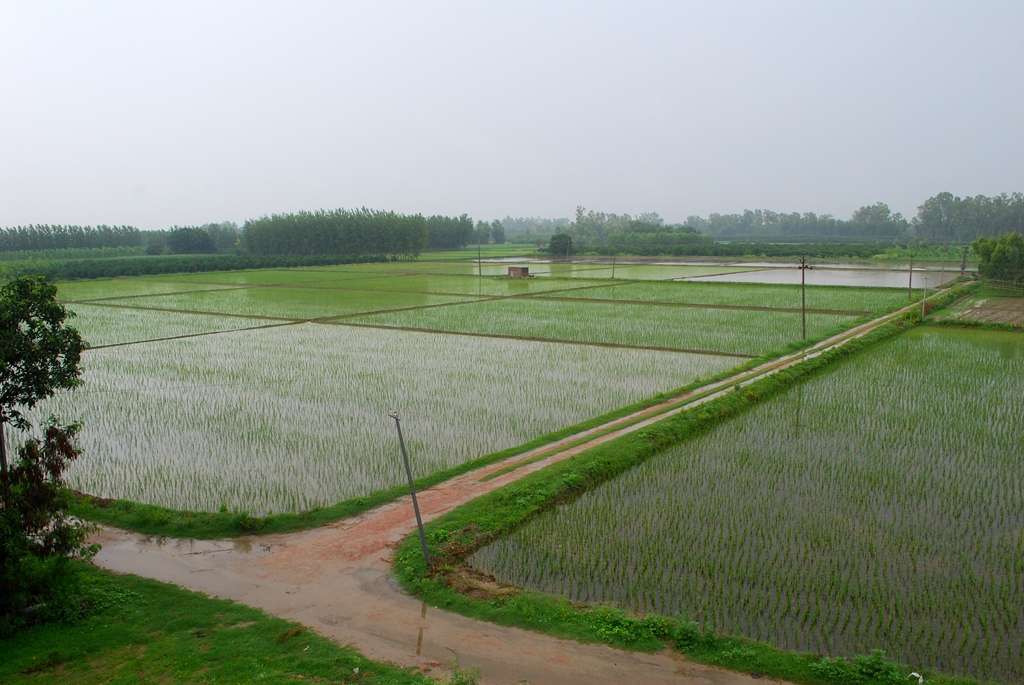
الحقول الزراعية في بنجاب خلال الرياح الموسمية

تشهد بنجاب ثلاثة مواسم رئيسيَّة وهي «الصيف» يبدأ في مُنتَصَف أبريل ويستمرُّ إلى نهاية يونيو، و«الرياح الموسميَّة» يبدأ في يوليو ويستمرُّ إلى نهاية سبتمبر، و«الشتاء» الّذِي يبدأ في ديسمبر ويستمرُّ إلى نهاية فبراير.
وتَشهد الولاية موسمان انتقاليان بَين الثلاثة المواسم الرَئِيسيّة وهما كالتالي «موسم مَا قَبل الصيف» (مارس إلى مُنتَصَف أبريل) وهي الفَترَة الانتقاليّة بَين الشتاء والصيف، و«موسم مَا بَعد الرياح الموسميَّة» (من سبتمبر إلى نهاية نوفمبر) وهي الفَترَة الانتقاليّة بَين موسم الرياح الموسميَّة والشتاء.
الصيف
تبدأ درجات الحرارة بالاعتدال في فبراير، ويبدأ موسم الصيف فعليًا في مُنتَصَف أبريل إلى نهاية أغسطس، وتتراوح درجات الحرارة بَين مايو وأغسطس من 40 إلى 47 دَرَجَة مئوية، وتَشهد الولاية تغيرات في الضغط الجوي خِلال الصيف، حيثُ يظل في حدود 987 ملي بار خِلال شهر فبراير، ويَصل إلى 970 ملي بار في يونيو.
الرياح الموسميَّة
يبدأ موسم الأمطار في بنجاب في الأسبوع الأول من شهر يوليو حيثُ تجلِب التيّارات الموسميَّة المُتَوَلِدَة في خليج البنغال الأمطار إلى اَلمِنطَقَة، وتستمرُّ الرياح الموسميَّة حتَّى مُنتَصَف سبتمبر.
الشتاء
تتراوح درجات الحرارة في يناير بَين 5 درجة مئوية (41 درجة فهرنهايت) في المساء، و12 درجة مئوية (54 درجة فهرنهايت) في النهار.
موسم مَا بَعد الرياح الموسميَّة
تبدأ الرياح الموسميَّة في الانخفاض في الأسبوع الثاني من شهر سبتمبر، مؤدية لتغير تدريجي في المناخ ودرجة الحرارة، وتُعتبر الفَترَة بَين أكتوبر ونوفمبر فَترَة انتقاليّة بَين مواسم الرياح الموسميَّة والشتاء، ويُعتبر الطقس خِلال هَذِه الفَترَة معتدل وجاف بشكل عام.
موسم مَا قَبل الصيف
تتضاءل آثار فصل الشتاء بحلول الأسبوع الأول من شهر مارس، ويبدأ موسم الصيف الحار في مُنتَصَف أبريل، وتتميّز هَذِه الفَترَة بالعواصف الّتِي تتسبب في أضرار واسعة في المَحاصيل، وتظل الرياح جافة ودافئة خِلال الأسبوع الأخير من شهر مارس وبداية فَترَة الحصاد.

#### الأمطار
تهطل مُعظم الأمطار في موسم الرياح الموسميَّة، والّتِي تبدأ في الأسبوع الأول من شهر يوليو، والّتِي يجلبها تيار الرياح الموسميَّة من الجنوب الشرقي. ويشهد فصل الشتاء هطول للأمطار، وتُعتمد المَحاصيل الشّتوِيّة في مِنطَقَة تلال شيفاليك على الأمطار الشّتوِيّة بشكل كلي، وتستقبل مِنطَقَة «شيفاليك» الفرعيّة 100 مليمتر (3.9 بوصة) في فصل الشتاء.

### الغطاء النباتي والحيواني
المنطقة غنية بتنوعها البيولوجي، إذ تضم 396 نوعًا من الطيور و214 نوعًا من الفراشات و55 نوعًا من الأسماك و20 نوعًا من الزواحف و19 نوعًا من الثدييات. تحتضن ولاية بنجاب مناطق واسعة من الأراضي الرطبة ومحميات الطيور والعديد من الحدائق. من أبرز الأراضي الرطبة بها هاري كي باتان وأراضي كانجلي الرطبة وأراضي كابورتالا سوتليج الرطبة، ومن أشهر المحميات البرية محمية هاريكي في تارن تاران ومتنزه روبناجار ومتنزه شاتبير بانسار في سانجرور وآم خاس باغ في سيرهند ورام باغ الشهير في أمريتسار ومتنزه شاليمار في كابورتالا وحديقة باراداري الشهيرة في باتيالا.
تمتلك بنجاب أقل نسبة من الغطاء الحرجي بين جميع الولايات الهندية بنسبة 3.6% فقط من إجمالي مساحتها في عام 2017. أُزيلت مساحات واسعة من الأحراج في الثورة الخضراء لكي تزرع هذه الأراضي أو ينشئ مكانها طرق ومساكن. تعمل العديد من المنظمات غير الحكومية على إعادة التشجير في الولاية عن طريق حملات التوعية وزراعة الشتلات والسعي لإقرار تشريعيات والضغط على الهيئات للالتزام بالقوانين البيئية. قامت منظمة EcoSikh غير الحكومية بزراعة أكثر من 100 غابة من الأنواع النباتية المحلية في الولاية باستخدام منهجية أكيرا مياواكي اليابانية. تواجه الأنواع النباتية المحلية خطر الانقراض لكن تساعد الغابات الصغيرة في الحفاظ عليها. قبل الثورة الخضراء، كانت أشجار Butea monosperma المعروفة بـ"dhak" باللغة البنجابية شائعة في الولاية قبل الثورة الخضراء.

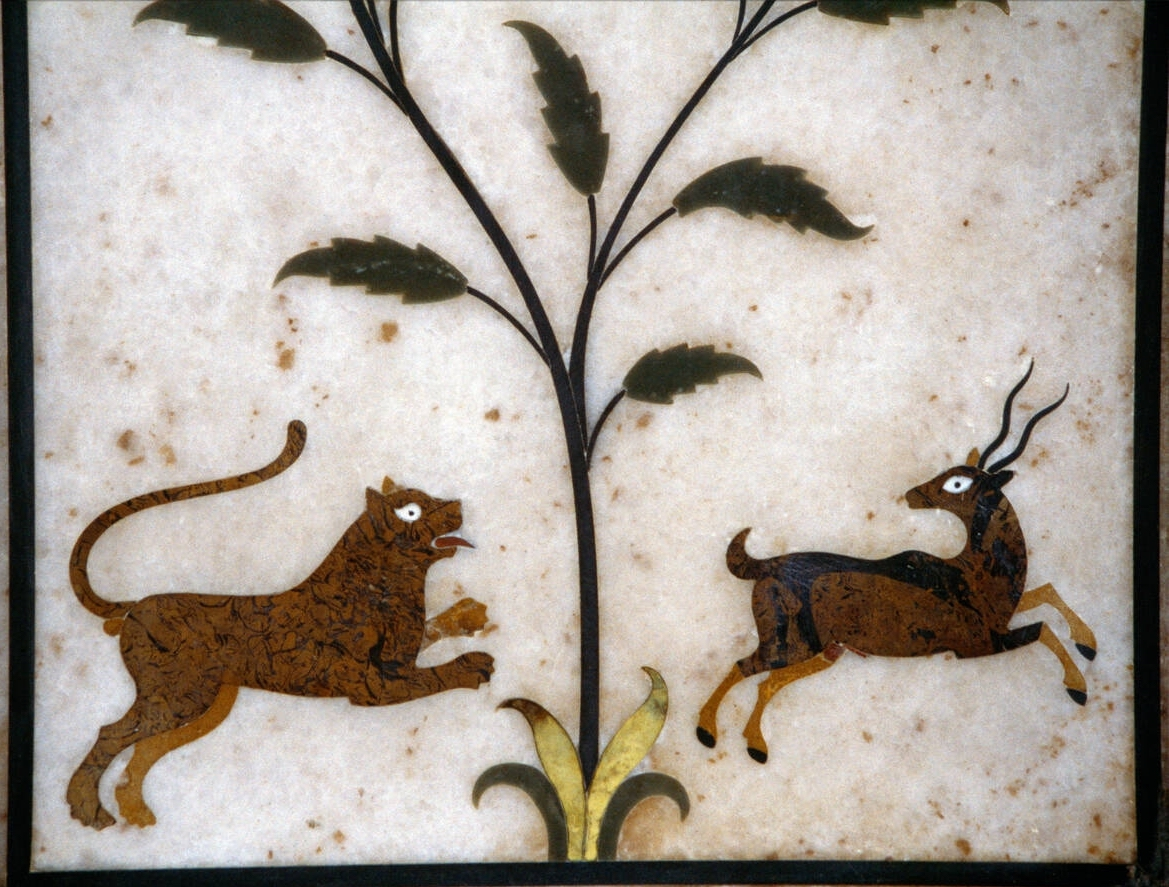
فن حجري مرصع (جاراتكاري) من جدران المعبد الذهبي في أمريتسار يصور قطة مفترسة تصطاد ظبي

تضم أنهار بنجاب عددًا قليل من التماسيح منها الغريال الذي أُعيد توطينه في نهر بيس بعد نصف قرن من غيابه. يُمكن العثور على جبحل السند في أراضي هاريكي الرطبة. كما تشتهر الولاية بصناعة الحرير الطبيعي وإنتاج العسل. تحتوي محميات الحياة البرية على أنواع متعددة مثل ثعالب الماء والخنازير البرية والقطط البرية وخفافيش الفاكهة وأيل الخنزيري الهندي والثعلب الطائر والسنجاب والنمس. توجد غابات طبيعية في سلاسل شيفاليك بمناطق روبار وغورداسبور وهوشياربور. يواجه الظبي الهندي خطر انقراض محلي.
تنتشر الحدائق النباتية في أرجاء بنجاب، وفي الولاية حديقة وحديقة سفاري للنمور وثلاث حدائق مخصصة للغزلان. طائر الولاية هو الصقر الشمالي (باز) وحيوان الدولة هو الظبي الهندي والحيوان المائي هو جبحل السند وشجرة الولاية هي ساسم.

## الحُكومة والسِياسَة

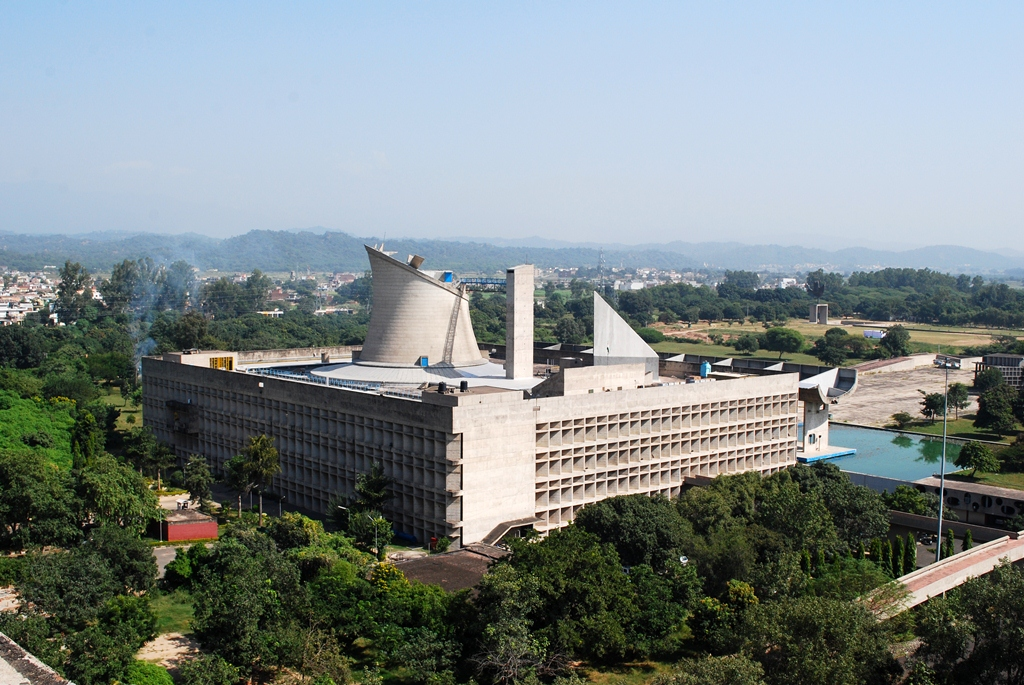
مبنى الجمعية التشريعية في البنجاب

تُدار بنجاب بنظام برلماني يعكس الديمقراطية التمثيلية. يرأس الولاية حاكم شرفي يُعينه رئيس الهند بناءً على توصية الحكومة المركزية. رئيس الوزراء، الذي يُنتخب بشكل غير مباشر، هو رئيس الحكومة ويقع على عاتقه الغالبية العظمى من السلطات التنفيذية. تستمر ولاية الحكومة لخمس سنوات. الجمعية التشريعية للولاية فيدهان سابها هي جمعية تشريعية وحيدة الغرفة تضم 117 عضوًا يُنتخبون من دوائر انتخابية أحادية المقعد.
عاصمة بنجاب هي شانديغار وهي أيضًا عاصمة هريانة وهي إقليم اتحادي منفصل. الفرع القضائي لحكومة الولاية هو المحكمة العليا في بنجاب وهاريانا الموجودة في شانديغار.
الأحزاب السياسية الرئيسية في الولاية هي حزب عام آدمي وهو حزب وسطي يساري، وشيروماني أكالي دال وهو حزب يميني بنجابي للسيخ، والمؤتمر الوطني الهندي وهو حزب وسطي شامل. تُحافظ شرطة بنجاب على القانون والنظام في الولاية، ويقودها المدير العام للشرطة دينكار غوبتا.

### التقسيم الإداري

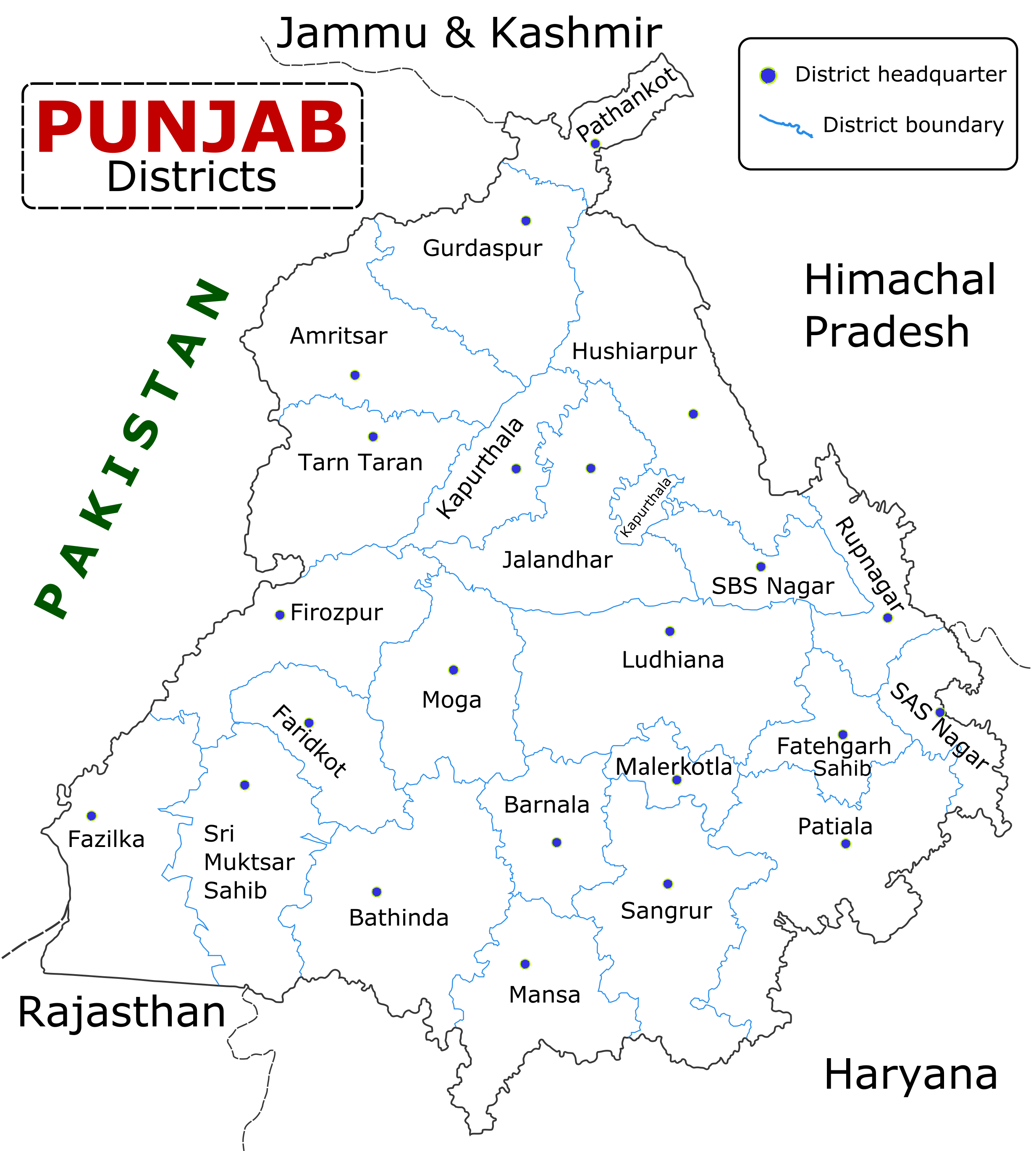
مناطق ولاية بنجاب وعواصمها

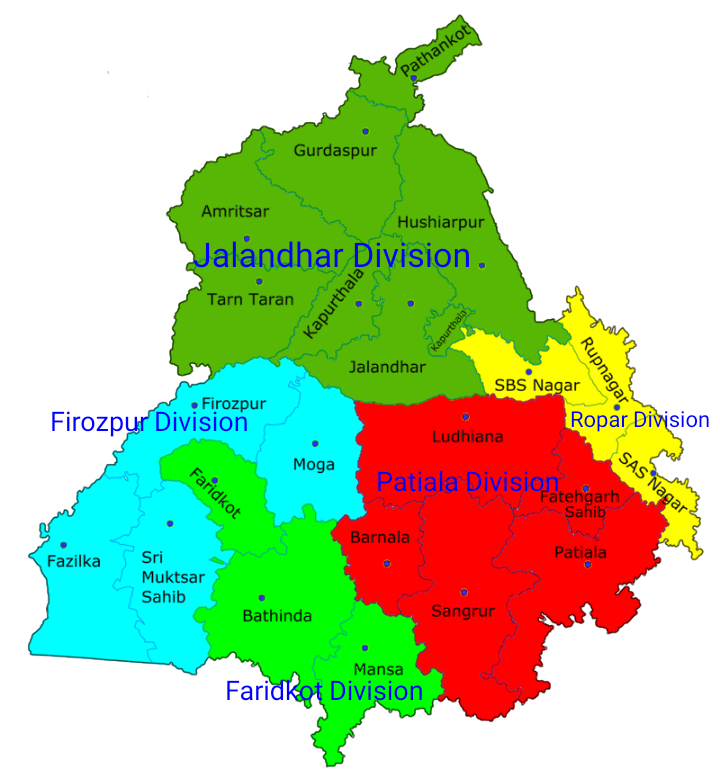
التقسيم الإداري للبنجاب

تُقسم ولاية بنجاب إلى 22 مِنطَقَة، وتُصنَّف جغرافيا إلى أربعة مَنَاطِق وهي «ماجه»، و«ملوى»، و«دابا»، و«بواث»، وتُقسم رسميًا إلى 5 أقسام: «باتيالا»، و«روبناغار»، و«جالاندهار»، و«فريدكوت»، و«فيروزيبور».
عاصمة الولاية هي شانديغار، وتُعد لوديانا أكبر مدنها، وَيُقِيم 37.48% من سُكَّانها في المناطق الحضريّة الّتِي يبلغ سُكَّانها 10,399,146 نسمة، ويُشكل الذكور 53.3% من السكان (5,545,98 نسمة)، بينما تُشكِل الإناث 46.7% من السكان (4,853,157 نسمة)، وشهد العقد الماضي زِيادَة سكانيَّة بنِسبَة 37.48%، ومن مُدن الولاية الرَئِيسيّة لوديانا، وأمريتسار، وجالاندهار، وموهالي وباتيالا، وباثيندا.
| ملوى: - منطقة بارنالا - منطقة باثيندا - منطقة فيروزبور - منطقة فازيلكا - منطقة فاريدكوت - منطقة لوديانا - منطقة موجا - منطقة مانسا - منطقة موكاتسار - منطقة باتيالا - منطقة سانجرور | ماجه: - منطقة أمريتسار - منطقة تارن تاران - منطقة غورداسبور - منطقة باثانكوت | دابا: - منطقة هوشيربور - منطقة كابورتهالا - منطقة جالاندهار - شهيد بهجت سينغ ناجار | بواث: - منطقة موهلي - منطقة روبنجار - منطقة فاتهجره صاحب |

تخضع كلّ مِنطَقَة للسيطرة الإداريَّة لجامع اَلمِنطَقَة، وتنقسم المناطق إلى 79 تعلقة وتحصيل، ويتكوَّن كلّ «تحصيل» من كُتلَة أو بلدة، ويَبلغَ إجمالي عدد الكتل 143 كُتلَة، وتتكوَّن الكتل من قرى الإيرادات، ويَبلغَ إجمالي عدد القرى الّتِي تدر عائِدَات في الولاية 12278 قرية. ويتولَّى 22 مَجلِس مقاطعة («زيلا باريشاد»)، و136 لَجنَة بلدية، و22 مؤسَّسة مسؤلية التحسين في 143 بلدة، و14 مَدِينَة في بنجاب.

## الاقتصاد

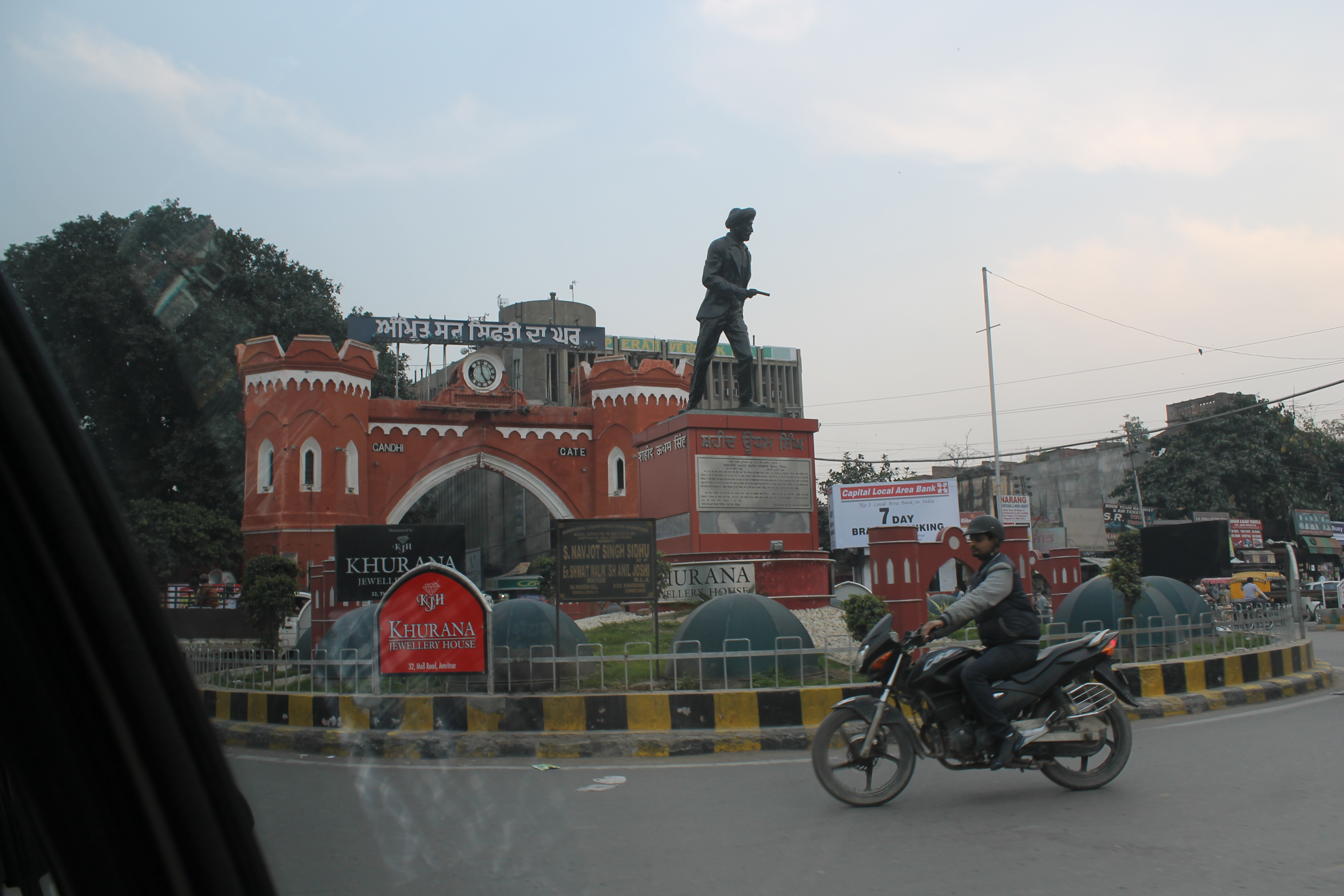
قاعة بوابة أمريتسار

بلغَ الناتج المحليّ الإجمالي لولاية بنجاب 5.42 ترليون روبية هندية (90 مليار دولار أمريكي)، وتُعد ولاية بنجاب من أَكثَر المناطق خصوبة في الهند، وتُعد مِنطَقَة مثالية لزراعة القمح، ويُزرع فِيهَا الأرز، وقصب السكر، والفواكه، والخضروات، ويُطلق عَلَيهَا لقب «مخزن الحبوب في الهند» و«سلة خبز الهند»، ومن إجمالي الإِنتاج الوطنيّ تُنتج 10.26% من القطن، و19.5% من القمح، و11% من الأرز، وتُعتبر مقاطعتي فيروزفور وفازيلكا الأكثر إنتاجًا للقمح والأرز في الولاية، وعالميًا، تُنتج ولاية بنجاب 2% من القطن، و2% من القمح، و1% من الأرز.
احتَّلت ولاية بنجاب المرتبة الأولى من حيثُ «نصيب الفرد من الناتج المحليّ الإجمالي» بَين الوَلاَيات الهنديَّة في عام 1981، وتراجعت إلى المرتبة الرابعة في عام 2001، وشهدت نمو بطيئ صُنف كثاني أبطأ نمو مُقارنة ببقية الوَلاَيات الهنديَّة بَين عاميّ 2000 و2010، بَعد ولاية مانيبور.

### الزراعة
يعتمد اقتصاد بنجاب بشكل أساسي على الزراعة مُنذ الثورة الخضراء، ويعود ذَلِك لوفرة مصادر الماء والتربة الخصبة، وتقع مُعظم الولاية على سهل رسوبي خصب وتنعم بالعديد من الأنهار، وأنظمة الري. يُعتبر القمح أكبر محصول مزروع في بنجاب، وتزرع الولاية أيضًا الأرز، والقطن، وقصب السكر، والدخن، والذرة، والشعير، والفواكه، ويُزرع الأرز والقمح في نفس الأراضي الزراعيَّة، حيثُ يحرق المُزارعون سيقان الأرز لاخلاء الأرض وزراعة القمح، ويُعتبر استبدال الأرز بالقمح في نفس الأراضي الزراعيَّة على مِسَاحَة ملايين الفدانات، مهدرة للوقت وإضرارًا بالبيئة.
تُنتج بنجاب نَحو 15-20% من إجمالي الإِنتاج الزراعي الهندي، ونحو 12% من إجمالي إنتاج القمح في الهند، و12% من إِنتاج الأرز، ونحو 5% من إِنتاج الحليب، وتُعود ملكية نَحو 80% إلى 95% من الأراضي الزراعيَّة لمجتمع «جات السيخ»، على الرغم من أنَّهم يُشكِلون 21% فقط من سكان الولاية،  ويتكوَّن نَحو 10% من سكان الولاية من المُهاجرين القادمين من الوَلاَيات الفَقِيرَة مِثل أتر برديش، وبهار للعمل في المزارع.
تستهلك ولاية بنجاب 223.46 كجم من السماد لكل هكتار، مُقارنة بالمعدل الوطنيّ البالغ 90 كجم/هكتار، وقد حصلت الولاية على جائزة الإنتاجيَّة الوطنيَّة لِخِدمات الإرشاد الزراعي لعشر سنوات، ومؤخرًا لوحظ انخفاض في إنتاجيتها بسبب انخفاض خصوبة التربة، ويُعتقد أن السبب في ذَلِك الاستِخدام المفرط للأسمدة، وتُعتمد نَحو 90% من الزراعة على المياة الجوفية، الّتِي شهدت انخفاضًا مقلقًا في السنوات الأخيرة.
يُعتبر مُستَوى مؤشر الجوع في الولاية الأدنى في الهند.

### الصناعات
من الصناعات الرَئِيسيّة في الولاية الخِدمات الماليَّة، وصناعة الأدوات العلميَّة، والسلع الزراعيَّة، والسلع الكهربائيّة، وَأَدَوَات الآلات، والمنسوجات، وآلات الخياطة، والسلع الرياضية، والنشا، والأسمدة، والدرَّاجات الهوائيّة، والملابس، ومعالجة زيت الصنوبر، والسكر،  وتُساهم المعادن وموارد الطاقة في اقتصاد بنجاب بدرجة بسيطة، وفيها يقع أكبر عدد من «مصانع درفلة الصلب» في الهند، الواقعة في مِنطَقَة منطقة فاتهجره صاحب، ويلعب «الشتات البنجابي» دورًا رئيسيًا عبر إرسال التحويلات الماليَّة إلى الولاية، ويتواجد معظمهم في المملكة المتَّحدة والوَلاَيات المتَّحدة وكندا، ويَبلغَ عددهم نَحو 3 ملايين شخص.

## النقل

### النقل الجوي

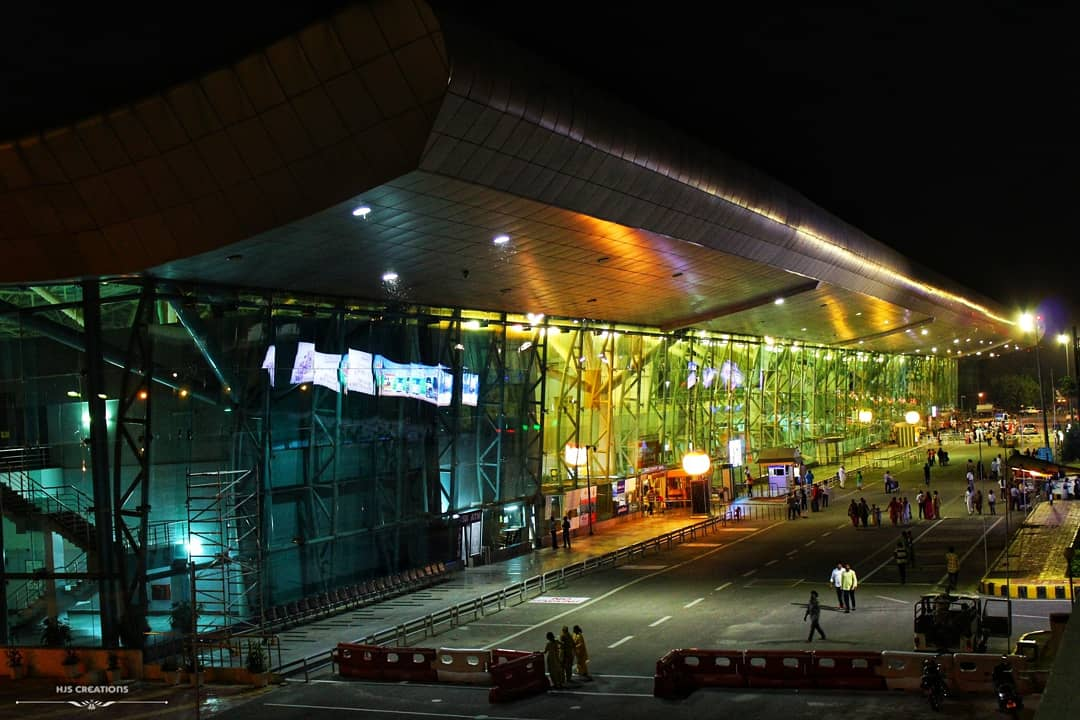
"مطار سري جورو رام داس جي الدولي" في أمريتسار

يُعتبر مطار سري جورو رام داس جي الدولي [الإنجليزية] في أمريتسارالمطار الرَئِيسيّ للولاية وبوابة بنجاب، ويُوفِر المطار اتصالاً مباشرًا بالمُدن الرَئِيسيّة في جَمِيع أنحاء العَالَم، بِمَا في ذَلِك لندن وسنغافورة وموسكو ودبي وبرمنغهام.
يُوجِد في بنجاب ستة مطارات مدنية مِنهَا مطاران دوليان وهما مطار أمريتسار الدوليّ، ومطار شانديغار الدوليّ،  وأربعة مطارات داخلية مطار باثيندا،  ومطار باثانكوت،  ومطار أدامبور في جالاندهار،  ومطار صهنيوال في وديانا، ومطاران في أمريتسار وباتيالا.

### السكك الحديدية

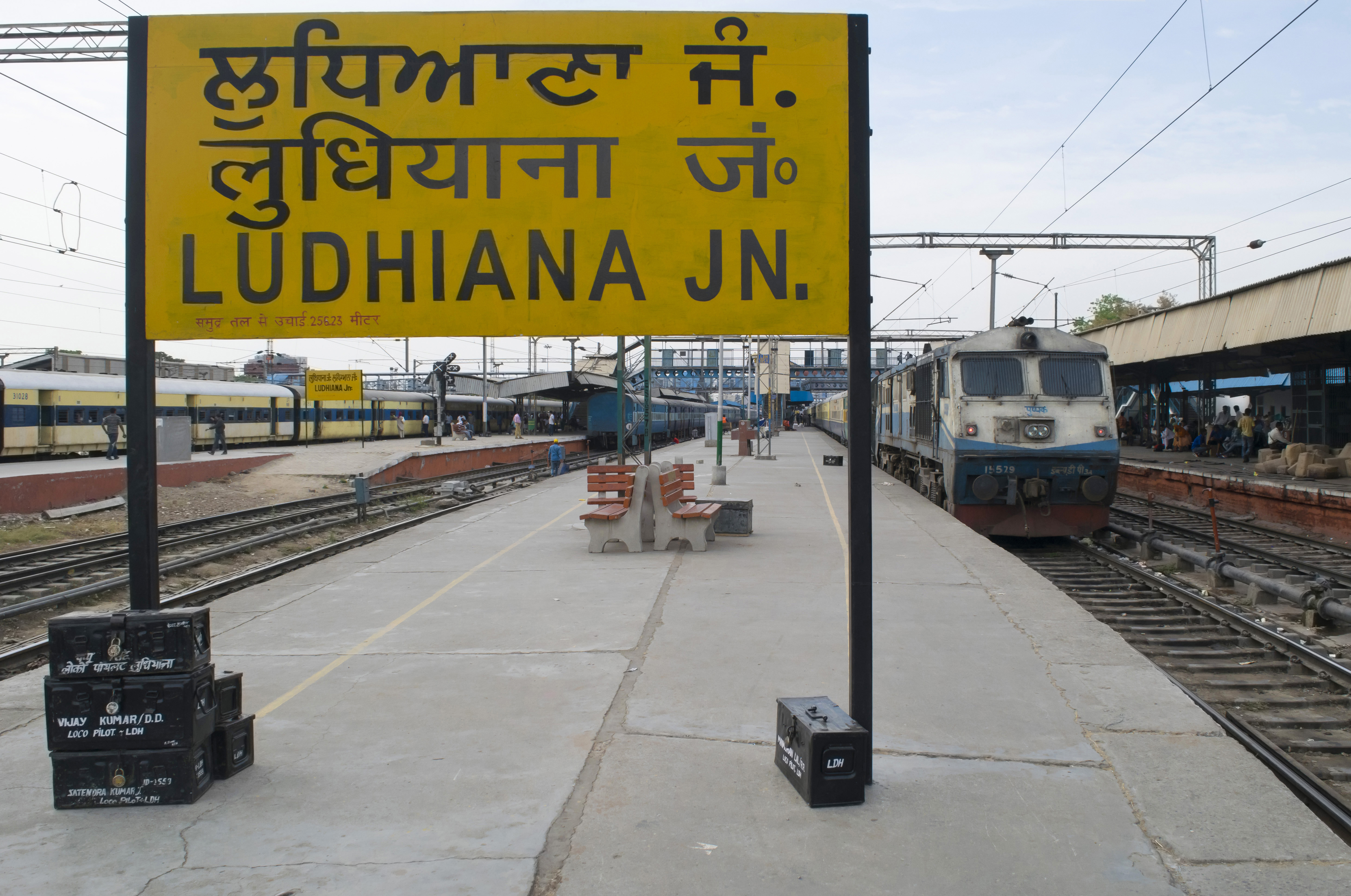
محطة سكة حديد لوديانا

يمر خط السكك الحديديَّة الشماليَّة التابع للسكك الحديديَّة الهنديَّة عبر ولاية بنجاب، ويربط مُعظم البلدات والمُدن الرَئِيسيّة، ويربط قطار «شتابدي اكسبريس» أسرع سِلسِلَة قطارات في الهند أمريتسار بنيودلهي ويُغطي مسافة إجمالية قدرها 449 كم، وتُعد «محطّة سكة حديد أمريتسار جانكشن» أَكثَر المحطات ازدحامًا في الولاية، ويحمل «تقاطع باثيندا» الرقم القياسي لأكثر خطوط سكك حديدية تنطلق من تقاطع السكك الحديديَّة في آسيا، ومن محطَّات السكك الحديديَّة الرَئِيسيّة في بنجاب «أمريتسار جانكشن» (ASR)، و«تقاطع لوديانا» (LDH)، و«جالاندهار كانتونمينت» (JRC)، و«فيروزبور كانتونمينت» (FZR)، و«تقاطع مَدِينَة جالاندهار» (JUC)، و«تقاطع باثانكوت» (PTK) و«محطّة باتيالا للسكك الحديديَّة» (PTA)، وتُعد محطَّات السكك الحديديَّة في أمريتسار ضمنَ أفضَل 50 محطّة سكة حديد عالمية المُستَوى.

#### هايبرلوب
وقَّعت حكومة بنجاب مذكرة تفاهم مَع فيرجن هايبرلوب لعمل دراسة جدوى عَن مَشرُوع تشغيل هايبرلوب بَين أمريتسار وشانديغار لتقليل وَقت السفر بَين مدينتين من خمس ساعات براً إلى أقل من 30 دقيقة، مَع محطَّات وقوف في لوديانا وجالاندهار.

### الطرق

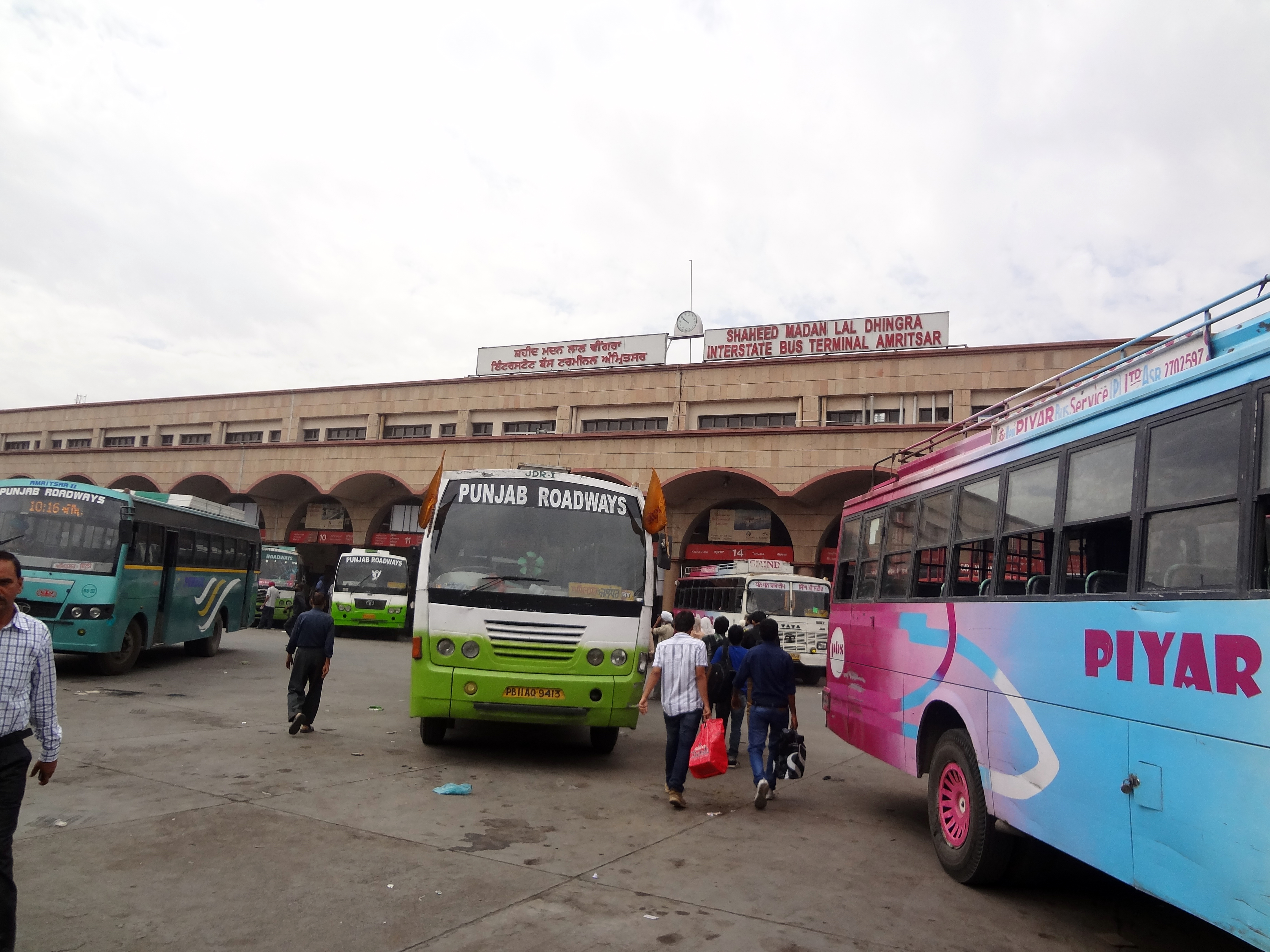
موقف حافلات أمريتسار بين الولايات

ترتبط جَمِيع مُدن وبلدات ولاية بنجاب بالطرق السريعة الوطنيَّة المكونة من أربعة حارات، يربط طَرِيق «غراند ترانك» المعروف أيضًا بِاِسم "NH1"، بَين كلكتا وبيشاور، ويمُر عبر أمريتسار وجالاندهار، وتُصنف الطرق السريعة الوطنيَّة المارة عبر الولاية بأنَّها من أفضَل الطرق الوطنيَّة السريعة في الهند، وتتميّز بشبكات طرق واسعة، تخدم البلدات المعزولة واَلمِنطَقَة الحُدوديَّة، وتُعد مدينتي «أمريتسار»، «لوديانا» من المُدن الهنديَّة الّتِي تشهد مُعدَّلات حوادث مرتفعة.
تَمَرّ الطرق السريعة التَالِيَة عبر ولاية البنجاب:
- طريق دلهي-أمريتسار-كاترا السريع [الإنجليزية] من دلهي إلى كاترا، جامو وكشمير (الطريق الوطني السريع 5)
- طريق أمريتسار-جام نجر السريع [الإنجليزية] من أمريتسار إلى جام نجر
- طريق باثانكوت-أجمير السريع [الإنجليزية] من باثانكوت إلى أجمير

تربط الطرق السريعة الوطنيَّة التَالِيَة البلدات والمُدن والقرى الرئيسية:
- الطريق الوطني السريع 1
- الطريق الوطني السريع 10
- الطريق الوطني السريع 15
- الطريق الوطني السريع 1A
- الطريق الوطني السريع 54
- الطريق الوطني السريع 20
- الطريق الوطني السريع 21
- الطريق الوطني السريع 22
- الطريق الوطني السريع 64
- الطريق الوطني السريع 70
- الطريق الوطني السريع 71
- الطريق الوطني السريع 95

### نظام النقل الحضري السريع
تتواجد حافلات النقل السريع أمريتسار في مدينة أمريتسار المقدسة، والمعروف باسم «أمريتسار مترو باص».

## التركيبَة السُكّانيّة
بلغَ عدد سكان ولاية بنجاب في التعداد الوطنيّ لعام 2011 نَحو 27,743,338 نسمة، ويُشكل سُكَّانها 2.3% من إجمالي سكان الهند، وتبلغ الكثافة السُكّانيّة فِيهَا 551 شخص/كم2، ويَبلغَ عدد السكان الذكور 14,639,465 شخص، بينما يبلغ عدد السكان الإناث 13,103,873 شخص،  32% من سكان بنجاب من الداليت. في الولاية، معدل النمو السكاني هو 13.9% (2011) وهو أقل من المتوسط الوطني. بلغ معدل الخصوبة الإجمالي في بنجاب 1.6 طفل لكل امرأة بحسب مسح صحة الأسرة للفترة 2019-21.
ويَبلغَ مُعَدّل النمُو السكانيّ في الولاية 13.89%، ويعيش 37.48% من سُكَّانها في المناطق الحضريّة، وَخِلَال العقد الماضي زاد عدد سكان المناطق الحضريّة بنِسبَة 37.48%.
| السنة | الريف  | الريف           | الحضر  | الحضر           | المجموع |
| السنة | %      | العدد بالملايين | %      | العدد بالملايين | المجموع |
| ----- | ------ | --------------- | ------ | --------------- | ------- |
| 2011  | 62.51% | 17.32           | 37.49% | 10.3            | 27.70   |
| 2001  | 66.08% | 16.10           | 33.92% | 8.26            | 24.36   |
| 1991  | 70.45% | 14.29           | 29.55% | 5.99            | 20.28   |
| 1981  | 72.32% | 12.14           | 27.68% | 4.65            | 16.79   |
| 1971  | 76.27% | 10.33           | 23.73% | 3.22            | 13.55   |

يوضح الجدول أدناه الكثافة السكانية (عدد الأشخاص لكل كيلومتر مربع) في بنجاب على مر السنين.
| السنة | الكثافة (شخص لكل كليو متر مربع) |
| ----- | ------------------------------- |
| 2011  | 551                             |
| 2001  | 484                             |
| 1991  | 403                             |
| 1981  | 333                             |

يوضح الجدول أدناه الكثافة السكانية حسب المنطقة في بنجاب وفقا لتعداد عام 2011.
| #  | المنطقة        | الكثافة (شخص لكل كليو متر مربع) |
| -- | -------------- | ------------------------------- |
| 1  | لوديانا        | 978                             |
| 2  | أمريتسار       | 928                             |
| 3  | اس إيه اس نجر  | 909                             |
| 4  | جالاندهار      | 836                             |
| 5  | غورداسبور      | 647                             |
| 6  | باتيالا        | 570                             |
| 7  | فاتحغاره صاحب  | 509                             |
| 8  | روبناجار       | 505                             |
| 9  | كابورتالا      | 499                             |
| 10 | اس بي اس نجر   | 478                             |
| 11 | كابورتالا      | 469                             |
| 12 | تارن تاران     | 464                             |
| 13 | سانجرور        | 457                             |
| 14 | موجا           | 444                             |
| 15 | فريدكوت        | 424                             |
| 16 | باثيندا        | 414                             |
| 17 | بارنالا        | 402                             |
| 18 | فيروزبور       | 382                             |
| 19 | مانسا          | 350                             |
| 20 | سري مختار صاحب | 348                             |
|    | البنجاب        | 551                             |

### نسبة الجنس
تشهد الولاية انخفاضًا مستمرًا في نسبة الجنس فبلغت 895 أنثى لكل 1000 ذكر وهذا أقل من المتوسط الوطني الذي يبلغ 940. أعلنت حكومة ولاية حزب عام آدمي في يونيو 2023 عن منح كل امرأة تلد طفلة ثانية مبلغ 6000 روبية.
| #  | المنطقة            | نسبة الجنس |
| -- | ------------------ | ---------- |
| 1  | هوشياربور          | 961        |
| 2  | شهيد بهجت سينغ نجر | 954        |
| 3  | جالاندهار          | 915        |
| 4  | روبناجار           | 915        |
| 5  | كابورتالا          | 912        |
| 6  | تارن تاران         | 900        |
| 7  | مختار              | 896        |
| 8  | غورداسبور          | 895        |
| 9  | موجا               | 893        |
| 10 | فيروزبور           | 893        |
| 11 | باتيالا            | 891        |
| 12 | فريدكوت            | 890        |
| 13 | أمريستار           | 889        |
| 14 | سانجرور            | 885        |
| 15 | مانسا              | 883        |
| 16 | موهالي             | 879        |
| 17 | بارنالا            | 876        |
| 18 | لوديانا            | 873        |
| 19 | فاتحغاره صاحب      | 871        |
| 20 | باثيندا            | 868        |

### معدل محو الأمية
يَبلغَ مُعَدّل معرفة القراءة والكتابة في الولاية 75.84% حسب تعداد السكان 2011. وتبلغ نسبة معرفة القراءة والكتابة بَين الذكور 80.44%، بينما تَبلُغ نسبة محو الأمية لَدَى الإناث 70.73%، ويَبلغَ إجمالي المُتعلمين في بنجاب 18,707,137 شخص. كان متوسط عدد سنوات الدراسة المكتملة في الولاية 6.5 للإناث و7.8 للذكور في عام 2011.
ويبين الجدول أدناه معدل الإلمام بالقراءة والكتابة حسب المنطقة لعام 2011 بترتيب تنازلي.
| #  | المنطقة            | النسبة |
| -- | ------------------ | ------ |
| 1  | هوشياربور          | 84.59% |
| 2  | موهالي             | 83.80% |
| 3  | جالاندهار          | 82.48% |
| 4  | لوديانا            | 82.20% |
| 5  | روبناجار           | 82.19% |
| 6  | غورداسبور          | 79.95% |
| 7  | شهيد بهجت سينغ نجر | 79.78% |
| 8  | فاتحغاره صاحب      | 79.35% |
| 9  | كابورتالا          | 79.07% |
| 10 | أمريستار           | 76.27% |
| 11 | باتيالا            | 75.28% |
| 12 | موجا               | 70.68% |
| 13 | فريدكوت            | 69.55% |
| 14 | فيروزبور           | 68.92% |
| 15 | باثيندا            | 68.28% |
| 16 | سانجرور            | 67.99% |
| 17 | بارنالا            | 67.82% |
| 18 | تارن تاران         | 67.81% |
| 19 | مختار              | 65.81% |
| 20 | مانسا              | 61.83% |

### اللغات
لغات بنجاب (لغة أولى) (2011)
تُعتبر اللغة البنجابية اللغة الرسميَّة الوحيدة في بنجاب، ويتحدَّث بِهَا 24,919,067 من السكان ويشكّلون 89.82% من إجمالي سكان الولاية، وتُعتبر اللغة الهندية ثاني أكبر لغة في الولاية، حيثُ يتحدث بِهَا 2,177,853 شخص ويشكّلون 7.85% من السكان، بينما يتحدث باقي السكان البالغ عددهم 646,418 شخص لغاب هنديَّة أُخرى.

### الطبقات
لغات البنجاب (2011)
كشف تعداد الهند لعام 2011 أن الطوائف المجدولة تشكل 31.9٪ من سكان الولاية. تمثل الطبقات المتخلفة الأخرى 31.3٪ من سكان بنجاب. العدد الدقيق لسكان الطبقات العليا غير معروف لأن بياناتهم من التعداد الاجتماعي والاقتصادي والطبقي لعام 2011 لم تُعلن حتى عام 2019.
يعيش 73.33٪ من أفراد الطبقات المجدولة في المناطق الريفية و26.67٪ في المناطق الحضرية ببنجاب في تعداد 2011. بلغ معدل النمو السكاني للطواءف المجدولة 26.06٪ بين عامي 2001 و2011 مقارنةً بـ 13.89٪ للولاية بأكملها. بلغ معدل معرفة القراءة والكتابة للطوائف المجدولة 64.81٪ مقابل 75.84٪.
وفقًا للمسح الوطني لصحة الأسرة (NFHS-4، 2015-16)،
بلغ معدل وفيات رضع الطبقات المجدولة 40 لكل 1000 ولادة مقابل 29 لكل 1000 ولادة على مستوى الولاية. ومعدل الوفيات لهم 21 لكل 1000 و22 للطبقات المجدولة الأخرى. يشيع فقر الدم بين جميع سكان في بنجاب لكن النسبة تزيد عند الطوائف المجدولة. كان معدل انتشار فقر الدم 56.9٪ بين النساء المجدولات من 15 إلى 49 سنة مقابل 53.5٪ على مستوى الولاية. كان معدل فقر الدم 60٪ بين أطفال الطوائف المجدولة من عمر 6 أشهر إلى 59 شهرًا مقارنة بـ 56.9٪ في الولاية.
فيما يلي قائمة بالمناطق حسب النسبة المئوية للطوائف المجدولة من السكان وفقًا لتعداد 2011.

### الدين
الدين في بنجاب (2011)
يُشكل السيخ أغلبيه سكان بنجاب، وتُعد ولاية بنجاب الولاية الوحيدة في الهند الّتِي يُشكِل فِيهَا السيخ أغلبيه، ويَبلغَ عددهم نَحو 16 مليُون شخص ويشكّلون 57.69% من سكان الولاية،  وتُعد الهندوسية ثاني أكبر ديانة في ولاية بنجاب الهنديَّة ويَبلغَ تعداد الهندوس 10.68 مليُون شخص، ويشكّلون 38.49% من سكان الولاية، ويُشكل المُسلمون نَحو 1.93% من سكان الولاية ويَبلغَ عددهم 535,489 شخص، وتُشكل الأديان الأُخرى في بنجاب بقية السكان، حيثُ تَبلُغ نسبة المسيحيّين 1.26%، والجاينيَّة بنِسبَة 0.16%، والبُوذيَّة 0.12%. يشكل السيخ أغلبية في 17 مقاطعة من إجمالي 23 مقاطعة بينما يشكل الهندوس الأغلبية في 5 مقاطعات وهي باثانكوت وجالاندهار وهوشيربور وفازيلكا وشهيد بهجت سينغ ناجار.
يقع ضريح السيخ المعبد الذهبي في مَدِينَة أمريتسار، الّتِي تضم أعلى هيئة دينية للسيخ «لَجنَة شيروماني جوردوارا بارباندهاك»، ويُعد «سري عقل تاخت صاحب» أعلى مقعد زمني للسيخ.

## التعليم
يدير مجلس التعليم المدرسي التعليم الابتدائي والثانوي في بنجاب. تضم بنجاب العديد من مؤسسات التعليم العالي منها 23 جامعة (10 خاصة و9 حكومية و1 مركزية و3 دينية) تقدم برامج البكالوريوس والدراسات العليا في مختلف التخصصات الفنية والإنسانية والعلمية والهندسية والقانونية والطبية والبيطرية والتجارية. القراءة والكتابة باللغة البنجابية مطلوبة حتى الحصول على شهادة الثانوية العامة لكل طالب وإلا تُفرض غرامة على المدارس أو يُلغى ترخيصها.
جامعة بنجاب الزراعية هي مؤسسة عالمية رائدة في مجال الزراعة وكان لها دور بارز في الثورة الخضراء ببنجاب خلال الستينيات والسبعينيات. من خريجي جامعة بنجاب في شانديغار مانموهان سينغ رئيس وزراء الهند الأسبق وهار جوبيند كورانا الحائز على جائزة نوبل في الكيمياء الحيوية. تعد كلية الطب المسيحية في لوديانا التي تأسست عام 1894، واحدة من أقدم مؤسسات التعليم الطبي. هناك فجوة تعليمية بين الرجال والنساء، خاصة في المناطق الريفية ببنجاب فتشكل النساء 44٪ فقط من إجمالي 1.3 مليون طالب مسجلين في الصفوف من الخامس إلى الثامن.

أصبحت بنجاب معروفة أكثر فأكثر بتعليم اليوغا والعلاج الطبيعي. فيوجد مجلس العلاج الطبيعي وعلوم اليوغا في الولاية. أهم جامعات هذا الموضوع الكلية الإقليمية في ديناناجار.

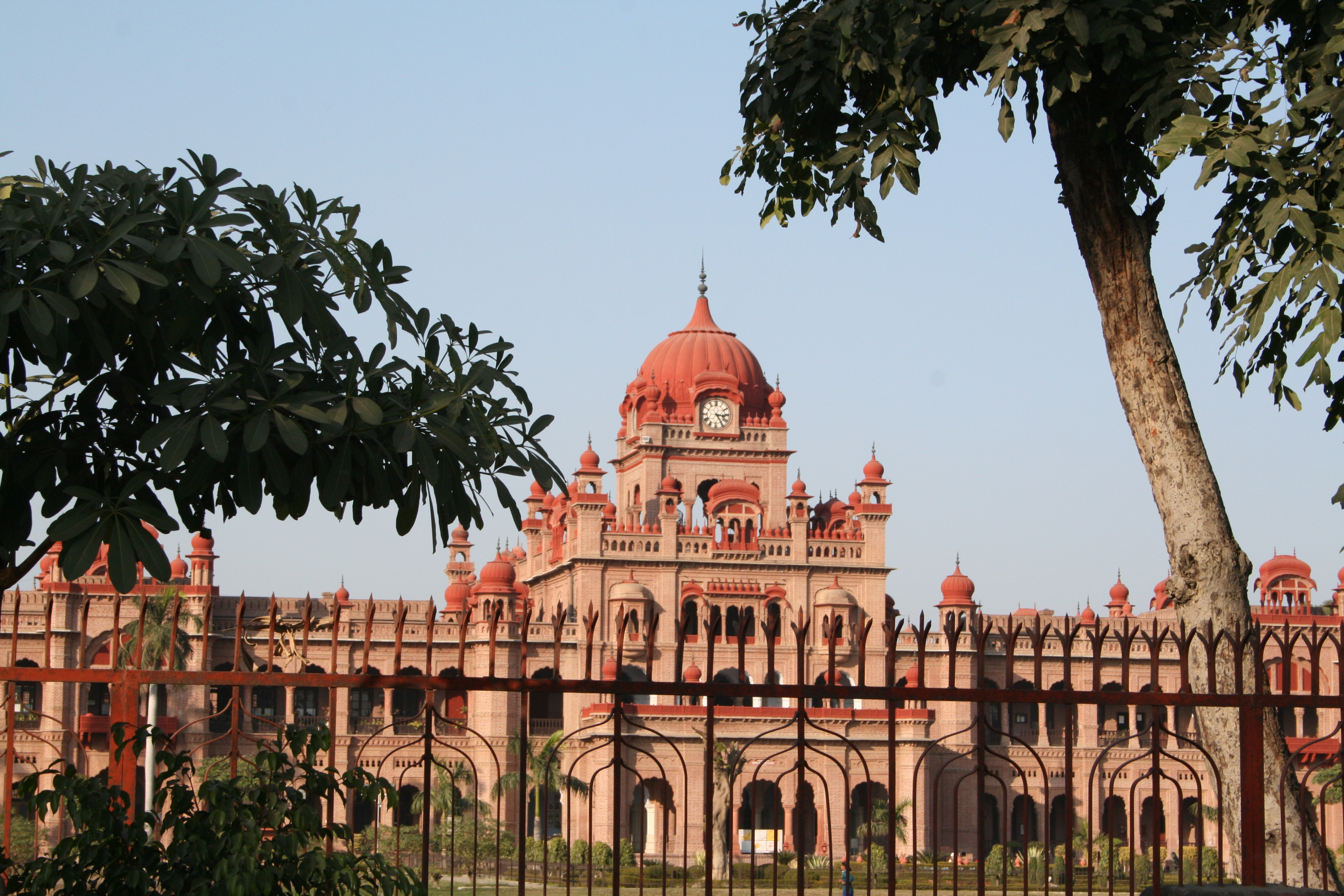
كلية خالسا في أمريتسار
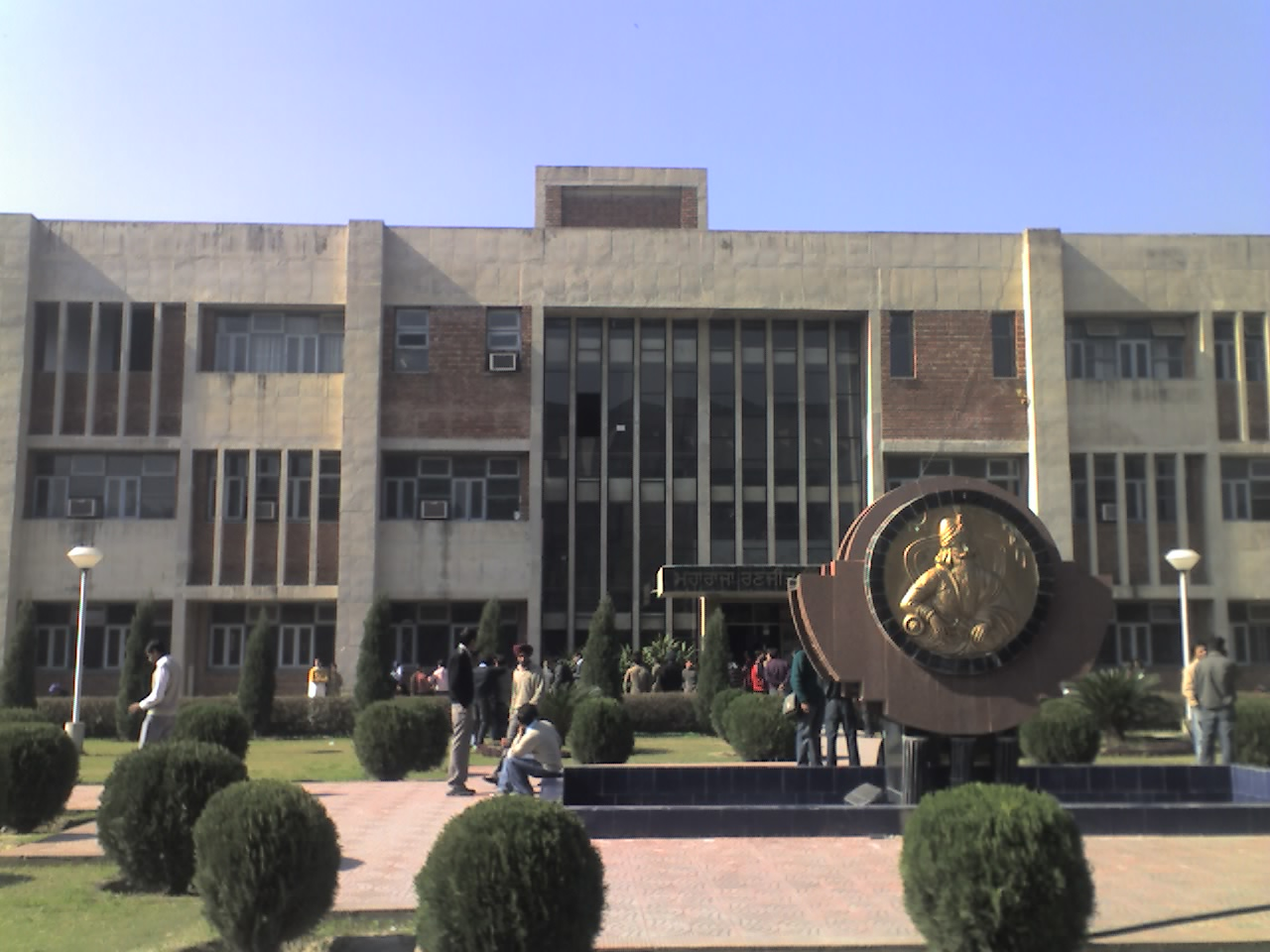
كتلة رانجيت سينغ في جامعة جورو ناناك ديف
غورو جوبيند سينغ في جامعة البنجاب

## وسائل الإعلام
من أَكثَر الصحف مبيعًا باللغة البنجابية «أجيت» اليومية،  و«جاغباني»، و«بنجابي تريبيون»،  بينما تُعد «تريبيون» أَكثَر الصحف مبيعًا باللغة الإنجليزية، وتُصدر العديد من المجلَّات الأُسبوعيَّة ونصف الشهرية والشهرية بالبنجابية، ومن الصحف الرَئِيسيّة في الولاية «دايلي بنجاب تايمز»،  و«روزانا سبوكمان»، و«ناوان زمانا».
تبث محطة تلفزيون دوردارشان الحكوميَّة قناة «دي دي بنجابي» بالبنجابية،  ومن القنوات البنجابية الخاصّة البارزة قنوات إخباريَّة مِثل «بي بي سي بنجابي»،  و«أيه بي بي سانجا»،  و«جلوبال بنجاب تي في»،  و«نيوز18 بنجاب-هاريانا هيماشال»،  و«زي نيوز»، و«بي تي سي نيوز»، وقنوات ترفيهيَّة مِثل «زي بنجابي»،  و«جيت بنجابي»، و«إي تي سي بنجابي»، و«شارديكلا تايم تي في»، و«بي تي سي بنجابي»،  و«كلرز بنجابي»، و«جي يو سي بنجابي» و«إم إتش 1»، و«9 إكس تاشن».
شهدت الولاية نموًا في قنوات الراديو خاصَّة في مُدن جالاندهار وباتيالا وأمريتسار، والّتِي أصبَحَت تَتَمَتّع بشعبية كَبِيرَة، ومن المحطات الإذاعيَّة الحكوميَّة إذاعة كل الهند، و«إف إم جولد لوديانا». ومن المحطات الخاصّة راديو ميرتشي، و«بيج إف إم 92.7»،  و«94.3 ماي إف إم»، و«راديو مانترا»، وَغَيرَهَا.

## الثقافة
تحتوي ثقافة بنجاب على العديد من العناصر بِمَا في ذَلِك المُوسيقى مِثل البانجرا، وتقاليد رقص دينية وَغير دينية، وتاريخ طويل للشعر في اللغة البنجابية، «السينما البنجابية»، وَمَجمُوعَة واسعة من المأكولات، والعديد من المهرجانات الموسميَّة ومهرجانات الحصاد مِثل لوهري،  و«باسانت»، فيساكي و«تيان»،  والأعياد الدينيَّة الهنديَّة.
«الكيسا» هُو تقليد لسرد القصص باللغة البنجابية، وله مزيج من الأصول من شبه الجزيرة العربيَّة إلى إيران وأفغانستان.

### المهرجانات والتقاليد

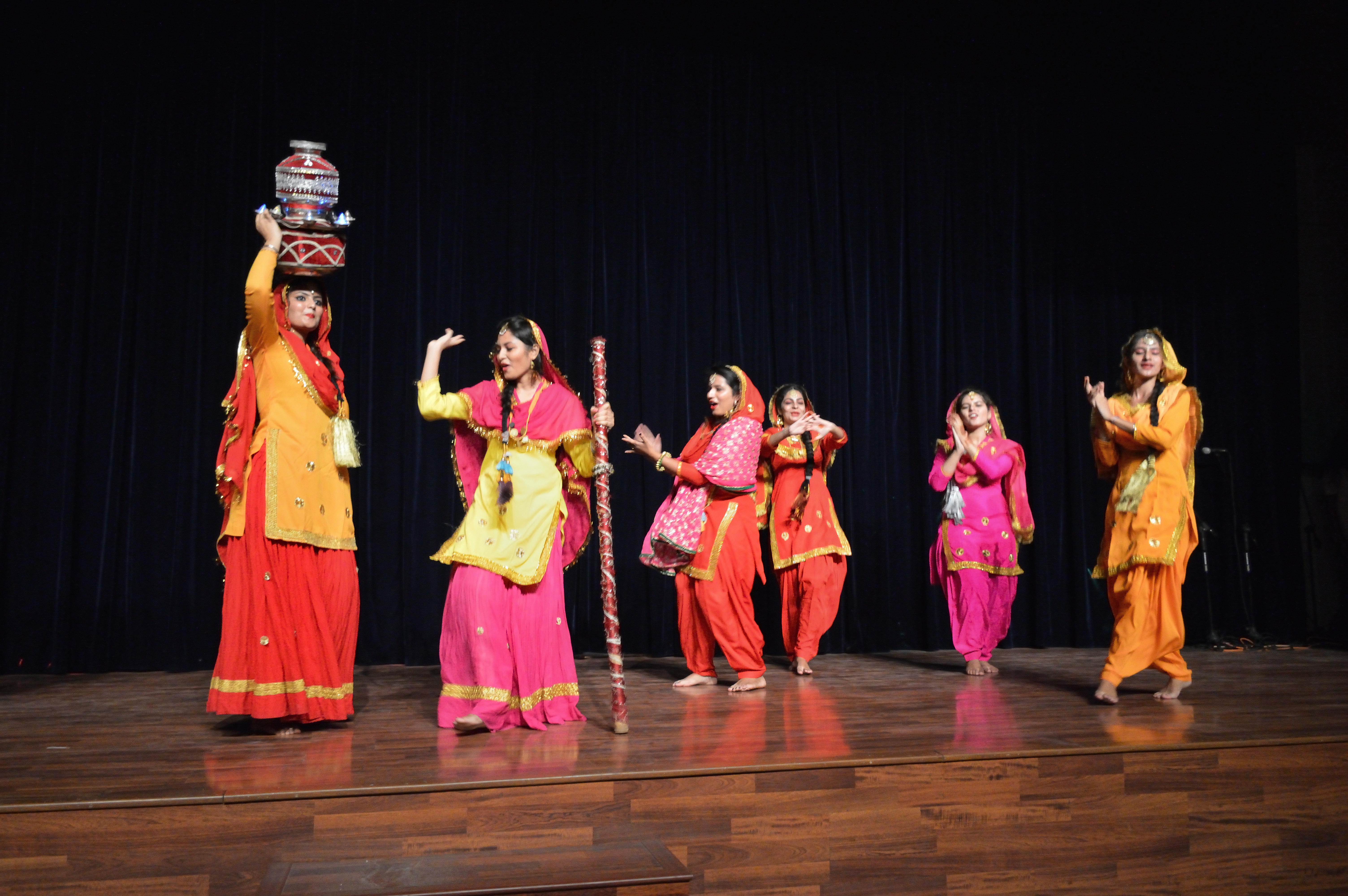
"احتفال تيان" في البنجاب

يحتفل سكان بنجاب بالعديد من المهرجانات الّتِي تُعتبر مهرجانات ثقافية لِجَمِيع الأديان، ومنها «باندي شهور ديفاس» (ديوالي)،  و«ميلا ماغي»،  وهولا موهالا،  و«رخري»، وفيساكي، ولوهري، و«جوربرب»، و«جورو رافيداس جايانتي»، مهرجان «تيان وبسنت» للطائرات الورقية.

### الموسيقى البنجابية

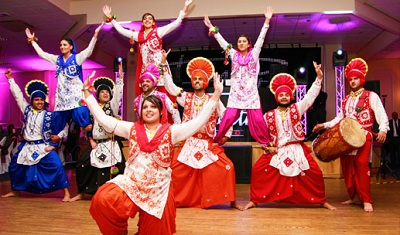
رقصة البانجرا

المُوسيقى الشعبية البنجابية هي موسيقى تقليدية على آلات موسيقيَّة تقليدية مِثل التمبي، والقوز، والدهاد، والسارانكي، والتشيمتا،  وتتميّز بأسلوب متنوع من المُوسيقى الشعبية والصوفية والكلاسيكيَّة. وتشتهر موسيقى بانغرا البنجابية جَمِيع أنحاء العَالَم.

### السينما البنجابية
بنجاب هي موطن صناعة «الأَفلام البنجابية»، وغالبًا مَا يُشار إِلَيهَا بالعامية بِاِسم «بوليوود». وتشتهر بكونها صناعة الأَفلام الأسرع نموًا في الهند، وتتمركز بشكل رَئِيسيّ حول مَدِينَة موهالي، وتخطط الحُكومة لبناء مَدِينَة سينمائيَّة في موهالي.
تم إِنتاج أول فيلم بنجابي في عام 1936، وشهدت السينما البنجابية انتعاشًا مُنذ العقد الأول من القرن الحادي وَالعَشرَين.

### المطبخ البنجابي

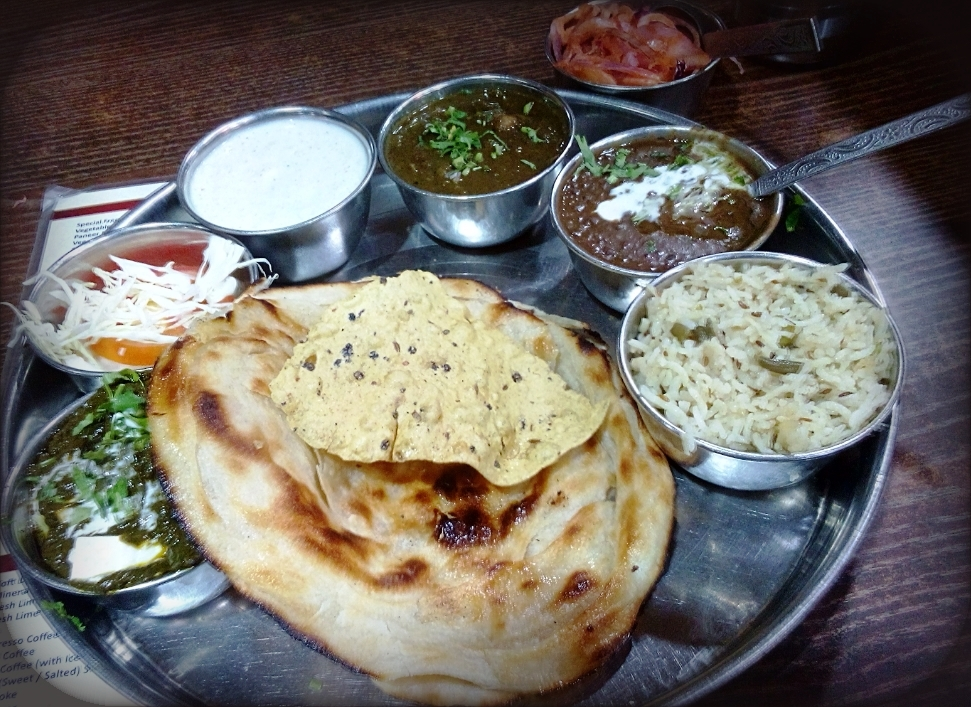
طبق "ثالي"

يتكون المطبخ البنجابي من عدَّة أطباق،  ويَختلف أسلوب طهي المأكولات في المنزل والمطعم في بَعض الأحيان، ففي المطاعم تُستخدم كميات كَبِيرَة من السمن، وتُطبخ بَعض الأطباق الشهية في المناسبات الخاصّة فقط،  وتشتهر أطباق بنجاب في مَنَاطِق عديدة، وتختصُّ بعدة أطباق مِنهَا دجاج تندوري وماكي دي روتي.

### الحرف
تُعتبر مَدِينَة أمريتسار موطن أَعمَال النحاس والمعدن النُحاسيَّة الّتِي قام بِهَا «ثاثيراس جانديالا جورو»، والّتِي أدرجتها اليونسكو في قَائِمَة التراث الثقافيّ غير الماديّ. وتسبب الإهمال في اندثار هَذِه الحرفة، وَبَعد إدراجها في قَائِمَة اليونسكو، عمِلَت حكومة بنجاب على إحياء الحرفة في إِطار مَشرُوع «فيراسات».

### بنجرا

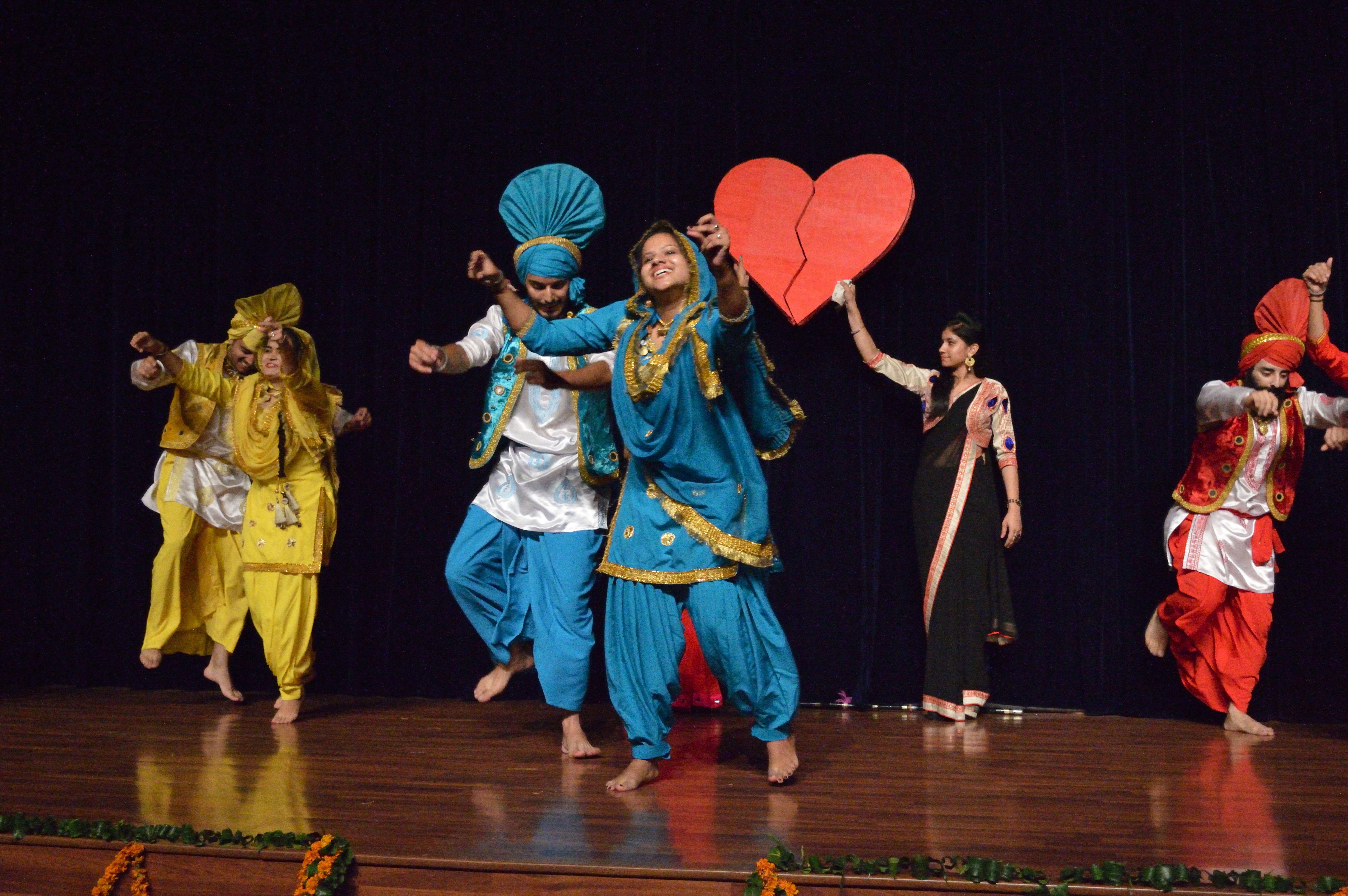
بنجرا

تُعتبر "بنجرا (بالبنجابية: ਭੰਗੜਾ)‏" و«جيدها»،  من أَشكَال الرقص والمُوسيقى الّتِي نشأت في مِنطَقَة بنجاب. بَدَأت رقصة «بانجرا» كرقصة شعبية يؤديها المُزارعون للاحتفال بقدوم موسم الحصاد، وتمثّل تحركاتها طريقة الزراعة، وَنَقل البنجابيون الرقص الشعبي للعالم الغربيّ مِثل إنجلترا وكندا والوَلاَيات المتَّحدة،  يُنظر إِلَيهَا كممثلة لثقافة جَنُوب آسِيَا.

### فلكلور بنجابي
يعكس التراث الشعبي للبنجاب تَارِيخ ممتد لآلاف السنين،  وتُعتبر لهجة ماجهي اللهجة القياسيّة للغة البنجابية،  وتُكتب الأغاني والقصائد والملاحم وتُغنى بعدة لهجات بنجابية، ومن الحكايات الشعبية المَشهورة البنجابية هير رانجها وهي قصَّة حب تراجيدية،  و«سوهني ماهيوال»،  و«ساسي بونون»،  و«جاغا جات»،  ودولا بهاتي،  و«بوران بهاغات»، و«جيونا مود» وَغَيرَهَا، ومن الأغاني الشعبية الصوفية والأغاني الدينيَّة «شالوك معلمو السيخ»، وبابا فريد وَغَيرَهُم.
من أشهر أغاني الحب والرومانسيّة «ماهيا،» و«هولا»، و«بوليان»،  وتشمل الرقصات البنجابية «دامال»،  و«بنجرا»،  و«جيدها»، و«هولا»، و«سمي» وبعض الرقصات الشعبية المحَلِية الأُخرى.

### المؤلفات
كانت معظم الأعمال الأدبية البنجابية المبكرة أشعارًا، ولم يحظى النثر بأهمية حتى فترات لاحقة.

## الرياضة

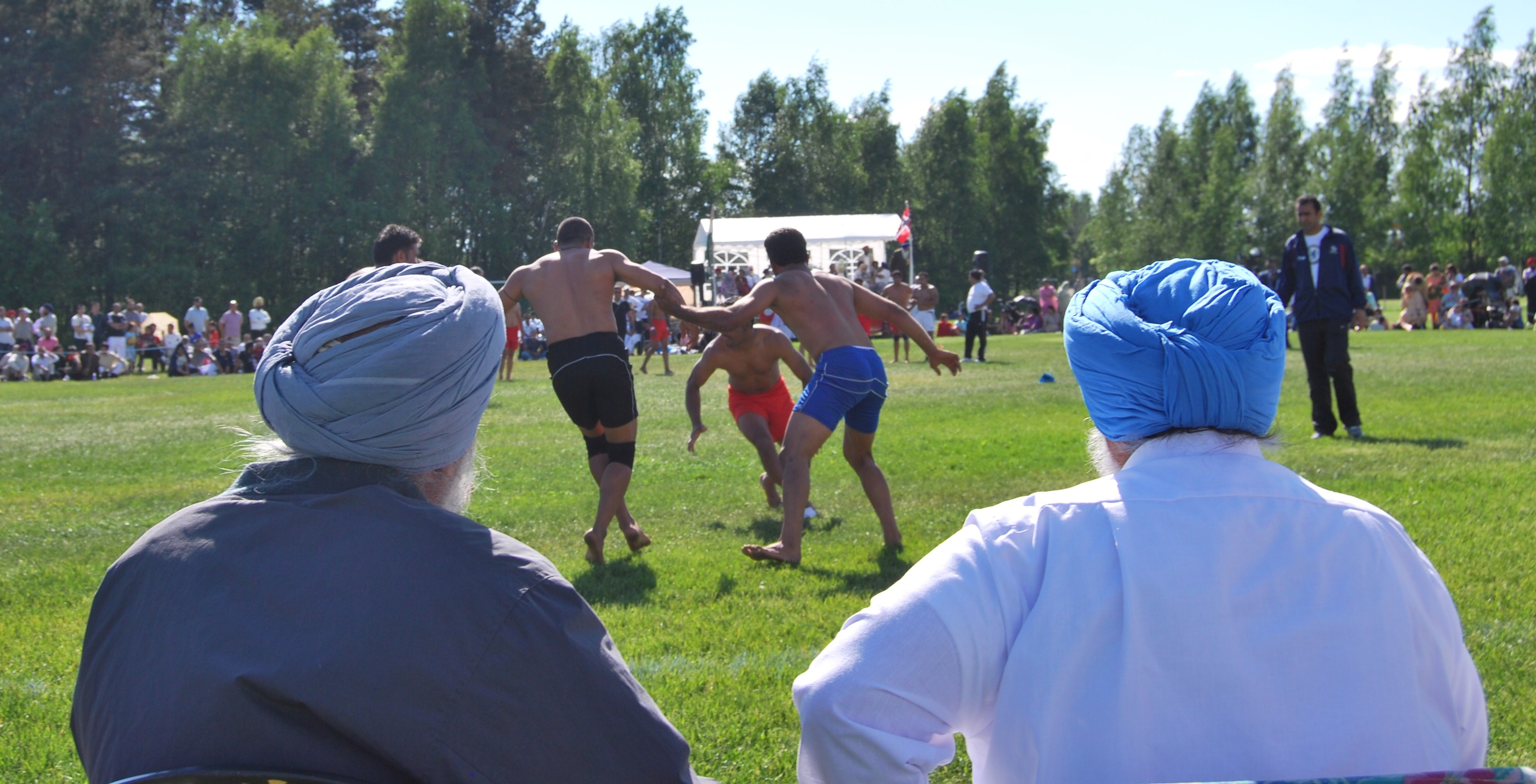
كاواددي بنجابي

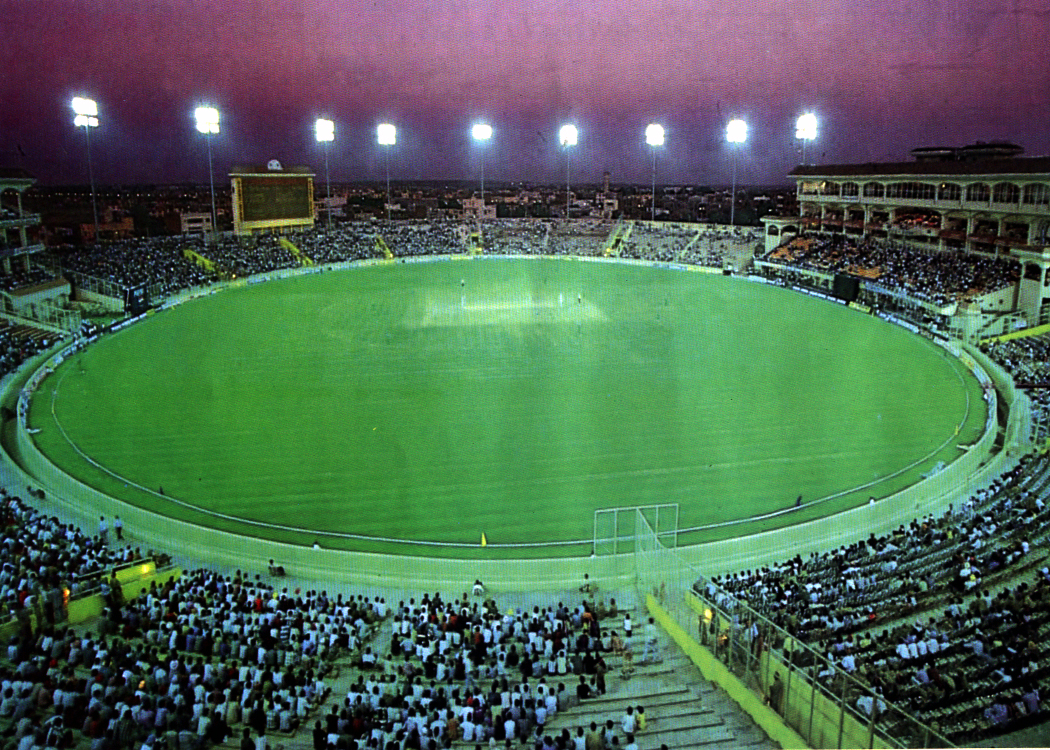
ملعب "بي سي أيه" تحت الأضواء في موهالي

نشأت رياضة كاواددي بنجابي النمط الدائري في ريف بنجاب، وهي رياضة اتصال جماعي تُعرف بأنَّها لعبة الولاية،  ويُعتبر هوكي الحقل من الرياضات المَشهورة فِيهَا،  ويُقام مهرجان رياضي سنويٌّ يُعرف بِاِسم «الأَلعَاب الأولمبية الريفية» بالقرب من لوديانا، ويتنافس فِيه المُشاركون على الرياضات الريفية البنجابية الرَئِيسيّة، مِثل سباق العربات وسحب الحبال، وتُنظِم حكومة بنجاب رابطة الكابادي العالميَّة.
تشارك في «كأس العَالَم للكابادي» العديد من الدُّوَل مِثل الأرجنتين وكندا والدنمارك وإنجلترا والهند وإيران وكينيا وباكستان واسكتلندا وسيراليون وإسبانيا والوَلاَيات المتَّحدة.
فاز فَرِيق كُرَة السلة في ولاية بنجاب بكأس «البُطولة الوطنيَّة لكرة السلة» لعدة مرات، كَان آخرها عاميّ 2019 و2020.

## السياحة

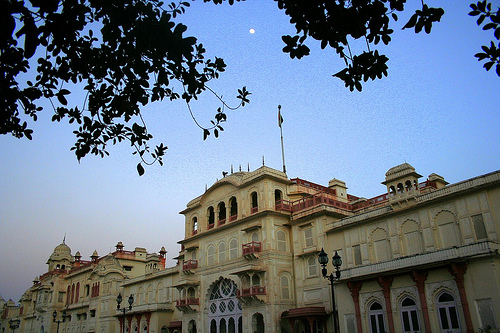
قصر موتي باغ في باتيالا

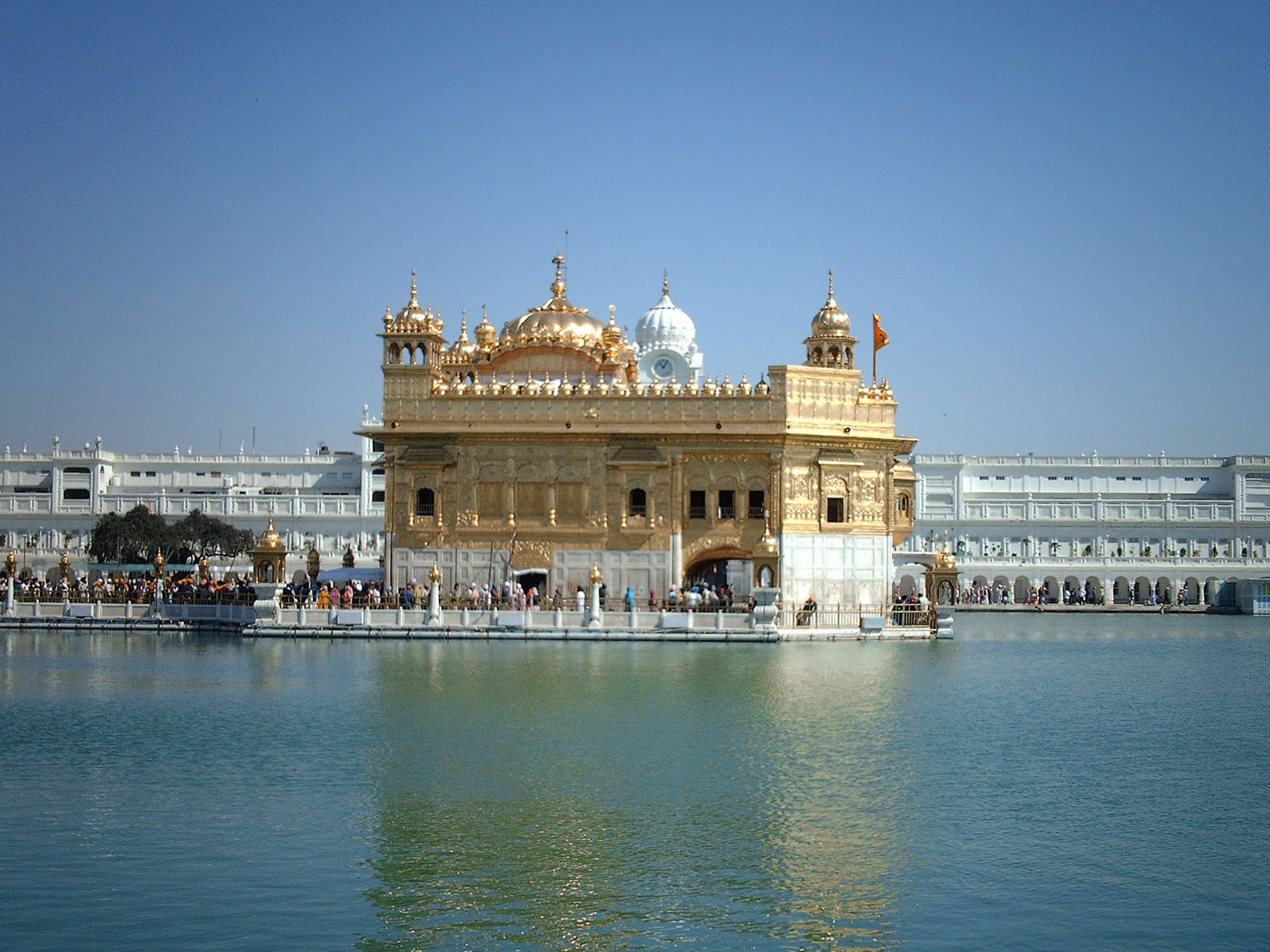
المعبد الذهبي في أمريتسار

تشتهر بنجاب بقصورها التاريخيَّة وَمَوَاقِع المعارك والهندسة المعماريّة السيخية في الولاية واَلمِنطَقَة المحيطة بِهَا،  ومن المعالم السياحيّة فِيهَا «قلعة باتيندا القديمة»، والآثار المعماريّة لكابورتالا، وباتيالا، وشانديغار، و«متحف التقسيم»، والعاصِمَة الحديثة الّتِي صممها لو كوربوزييه.
يُعدُّ المعبد الذهبي في أمريتسار أحد الوجهات السياحيّة الرَئِيسيّة في والهند وبنجاب، ويفوق عدد زواره زوَّار تاج محل، وأعتبره مرجع السفر لونلي بلانيت في 2008 بأنَّه من أفضَل المواقع الروحيَّة فِي العَالم،  ويَقع معبد «ديفي طالب ماندير» الهندوسي في جالاندهار،  ويعتقد أن عمره 200 عام على الأقل، وتُعتبر مَدِينَة «سري أناندبور صاحب» الدينيَّة والتاريخيَّة من الوجهات السياحيّة في الولاية، ويُشَارَك العديد من السواح في مهرجان هولا موهالا ومهرجان «كيلا رايبور» الرياضي، 